# روابط ایران و روسیه
روابط ایران و روسیه به روابط میان دو کشور ایران و روسیه اشاره دارد. آغاز روابط ایران و روسیه به‌صورت رسمی به سال ۱۵۲۱ میلادی در دوران صفویان بازمی‌گردد. روابط گذشته و حال روسیه و ایران مدت هاست که چند وجهی و پیچیده بوده است. اغلب بین همکاری و رقابت متزلزل است. دو ملت سابقه طولانی در تعاملات جغرافیایی، اقتصادی و اجتماعی سیاسی دارند. روابط متقابل غالباً متلاطم و در مواقع دیگر خفته بوده است. برخی براین باورند که در حال حاضر روسیه و ایران به عنوان شرکای اقتصادی یکدیگر عمل می‌کنند، زیرا هر دو کشور تحت تحریم بیشتر کشورهای غربی هستند.
اما برخی معتقدند در دوران جمهوری اسلامی، بزرگ‌ترین چرایی گسترش روابط و همکاری مشترک دو کشور، سیاست ضدآمریکایی هردو بوده است و روسیه همواره ایران را به‌عنوان یک برگهٔ فشار ضد ایالات متحده به‌کار برده است.
در دوره قاجار جنگ‌های ایران و روسیه (۱۸۱۳–۱۸۰۴ و ۱۸۲۸–۱۸۲۶) باعث شکست و از دست‌رفتگی قطعی سرزمین‌هایی گسترده از ایران شد؛ ارتش ایران در این جنگ‌ها مجبور شد که با سلاح‌های برتر و ترفندهای نظامی که هنوز آنان را فرا نگرفته بود، نبرد کند. عهدنامه‌های ترکمانچای و گلستان میان ایران و روسیه مورد پذیرش قرار گرفت و ایران، سرزمین‌هایی همانند قفقاز جنوبی، داغستان و به شکل کلی، سرزمین‌های گرجی و ارمنی خود را از دست داد. بازی بزرگ، رقابت دو امپراتوری بریتانیا و روسیه در منطقه، ایران قاجاری را به درون خود کشاند و امتیازنامه‌های بسیاری با ارزش بالا، به خارجی‌ها داده شد که اعتراضات داخلی را شعله‌ور کرد؛ بیشتر این امتیازنامه‌ها، اجازهٔ بهره‌برداری از منابع و فرصت‌های اقتصادی ایران را در اختیار روسیه و انگلیس قرار می‌دادند. در حالی که روسیه در شمال ایران سلطه‌گری می‌کرد، انگلیس نیز درخواست حضور نظامی در جنوب ایران را کرد. همچنین روسیه تلاش داشت تا با استفاده از جریانات داخلی، مشروطه ایران را ناکام بگذارد. تمام این‌ها، در نهایت توانستند مشروطه و جریان اصلاحات در ایران را تحت فشار قرار دهند و تا شروع جنگ جهانی اول، روسیه عملاً بر ایران حکومت می‌کرد. در دوران پهلوی، نیاز به گسترش بازرگانی و تهدیدهای احتمالی از سوی انگلیس و شوروی، رضاشاه را به گسترش روابط تجاری با آلمان نازی در دههٔ ۱۹۳۰ سوق داد. با رخ دادن جنگ جهانی دوم، با وجود اعلام بی‌طرفی، بریتانیا و شوروی ایران را اشغال کرده و رضاشاه را با اعمال فشار برکنار کردند. پس از اشغال ایران، بریتانیا و شوروی به محمدعلی فروغی پیشنهاد دادند که رسماً جمهوریت را اعلام کند که وی مخالفت کرد.
از زمان فروپاشی اتحاد جماهیر شوروی، دو کشور همسایه، عموماً از روابط صمیمانه بسیار نزدیکی برخوردار بوده‌اند. ایران و روسیه متحدان استراتژیک هستند و یک محور در قفقاز در کنار ارمنستان تشکیل می‌دهند. ایران و روسیه همچنین متحدان نظامی در درگیری‌های سوریه و عراق و شرکا در افغانستان و آسیای مرکزی پس از شوروی هستند. با توجه به تحریم‌های اقتصادی غرب علیه ایران، روسیه به یک شریک تجاری کلیدی، به‌ویژه با توجه به ذخایر مازاد نفت ایران تبدیل شده است. از نظر نظامی، ایران تنها کشوری در غرب آسیا است که برای پیوستن به سازمان پیمان امنیت جمعی، سازمان پیمان بین‌المللی روسیه در پاسخ به ناتو دعوت شده است. در حالی که بیشتر ارتش ایران از تسلیحات ساخت ایران و سخت‌افزار داخلی استفاده می‌کند، ایران همچنان برخی از سیستم‌های تسلیحاتی را از روسیه خریداری می‌کند. ایران نیز به نوبه خود با فناوری هواپیماهای بدون سرنشین و سایر فناوری‌های نظامی به روسیه کمک کرده است. ایران در مسکو سفارت و در شهرهای آستاراخان و کازان کنسولگری دارد. روسیه در تهران سفارت و در رشت و اصفهان کنسولگری دارد.
در دوران جمهوری اسلامی، «نگاه به شرق» به‌عنوان یکی از پایه‌های اساسی قدرت برای مقابله با آمریکا تصور می‌شود. در این دوره، موضع محتاط و محافظه‌کارانهٔ ایران، خوشایند روسیه بوده است. یورش آمریکا نیز برای ضعیف‌سازی نظام جمهوری اسلامی یا یک تغییر رژیم در این کشور، برای روسیه گونه‌ای تهدید شمارده شده است. با وجود همکاری‌های گوناگون اما این نظام نیز ممکن است با روسیه در جاهایی چون قفقاز دچار چالش منافع شود. ظریف در سال ۲۰۲۱ اعلام کرد که سفر قاسم سلیمانی، فرماندهٔ نیروی قدس سپاه به روسیه با اراده و خواست مسکو انجام شد و نه با ارادهٔ ایران. وی همچنین اعلام کرد که «ارادهٔ روسیه به آن بود که دستاورد وزارت خارجه ایران را نابود کند؛ روسیه زمانی پذیرفت آقای سلیمانی به روسیه برود که برجام امضاشد… پوتین وارد جنگ شد اما با نیروی هوایی، اما نیروی زمینی ایران را هم به جنگ کشید». پس از این، روابط دو کشور بیشتر رسانه‌ای شد و اعلام شد که یورش‌های اسرائیل به مواضع ایران در سوریه، با سکوت از سوی روسیه یا با تأیید این کشور بوده‌اند.

## پیشینه

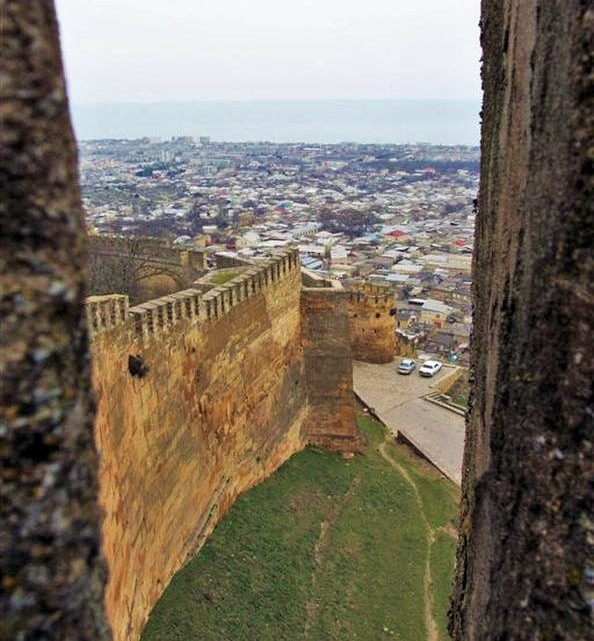
استحکامات دربند (روسیه) بخشی از خطوط دفاع ساسانی

### قرن شانزدهم
در سال ۱۵۲۱ میلادی از سوی شاه اسماعیل یکم، یک نماینده سیاسی به روسیه تزاری برای دیدار و مذاکره با واسیلی سوم اعزام می‌شود.

### قرن نوزدهم و اوایل قرن بیستم

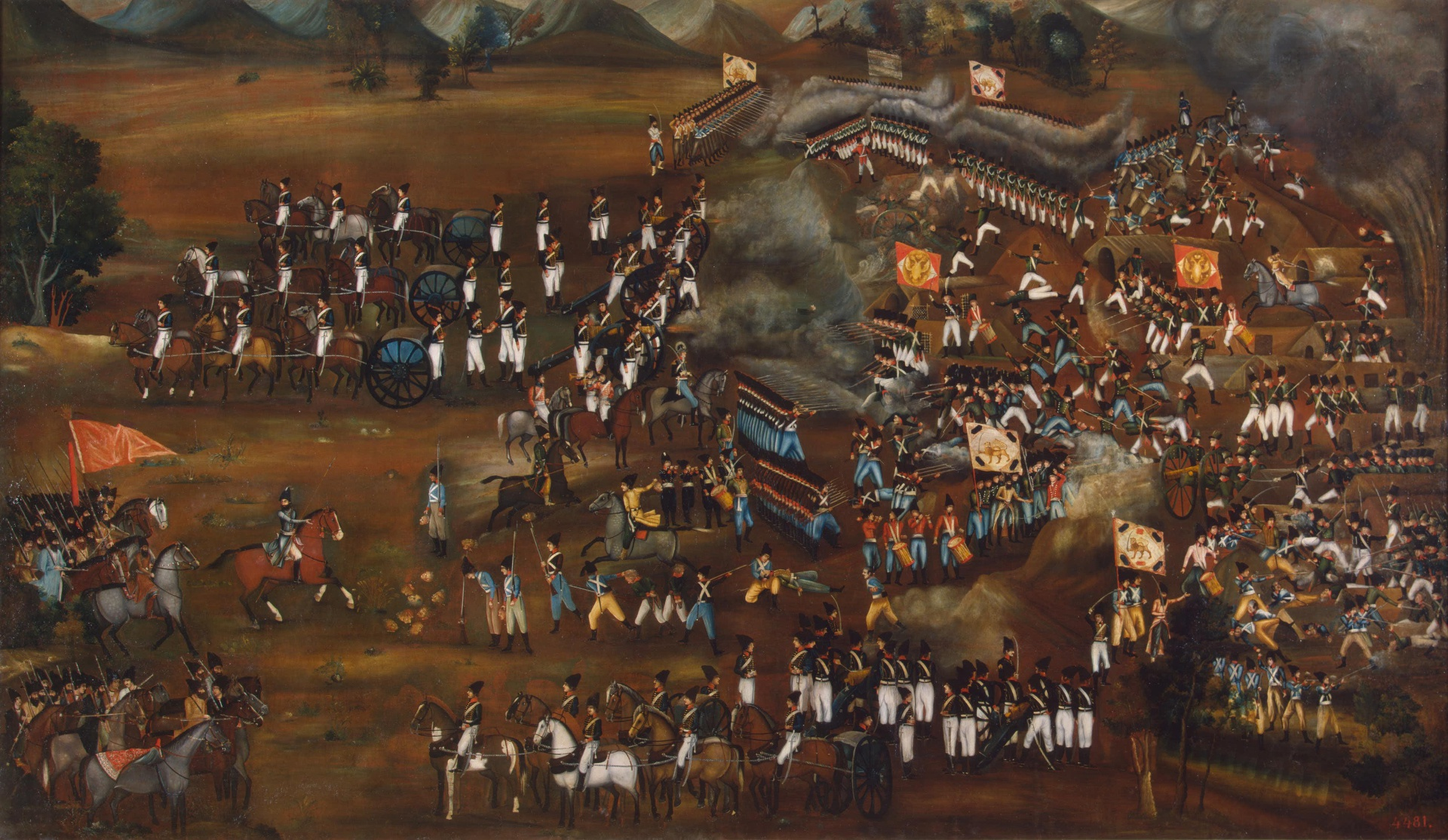
جنگ‌های ایران و روسیه در دوره قاجار

مسائل و موضوعات پر شماری در طول سالیان، ایران و روسیه را از برقراری روابط نزدیک بازداشته بود. در یک نگرش کلی تاریخی، این نقیصه به ضرر هر دو کشور بود و موجبات ضعیف‌شدن هر دو را، در رقابتی که در صحنهٔ جهانی برای پیشرفت و ترقی و تأمین رفاه ملی وجود داشت، فراهم می‌آورد. در گذشته، سیاست‌های توسعه‌طلبی روسیه در قرن نوزدهم که مشخصاً در مورد ایران در نتایج جنگ‌های منتهی به ۱۸۱۳ و ۱۸۲۸ میلادی مابین ایران و روسیه و پیمان گلستان و پیمان ترکمن‌چای تجلی یافت، در کیفیت مناسبات تأثیر بسزا داشت. همچنین نفوذ ایدئولوژیک اندیشهٔ مارکسیستی-لنینیستی در ایران، در سال‌های پس از ورود متفقین در جنگ جهانی دوم و عدم بازگشت ارتش روسیه از استان‌های شمال غربی ایران در سال‌های پس از آن، امکان هرگونه روابط برابر را از بین برده‌بود.
پس از روی کار آمدن نظام کمونیستی در روسیه و برپایی اتحاد شوروی، فصل تازه‌ای در روابط این کشور با ایران گشوده شد. در سال ۱۲۹۹ (۱۹۲۱) حسن مشیرالدوله نخست‌وزیر وقت ایران، مشاورالممالک انصاری وزیر خارجه خود را به مسکو فرستاد. او در آنجا عهدنامه «پیمان مودت» را در ۲۶ فوریه ۱۹۲۱ (هفتم اسفند ۱۲۹۹) با شوروی امضا کرد که اساس روابط تازه دو کشور شد و امتیازات استعماری دوران تزاری را در ایران لغو کرد. مشاورالممالک همچنین توانست دولت شوروی را متقاعد کند که به قیام گیلان کمک نکند.

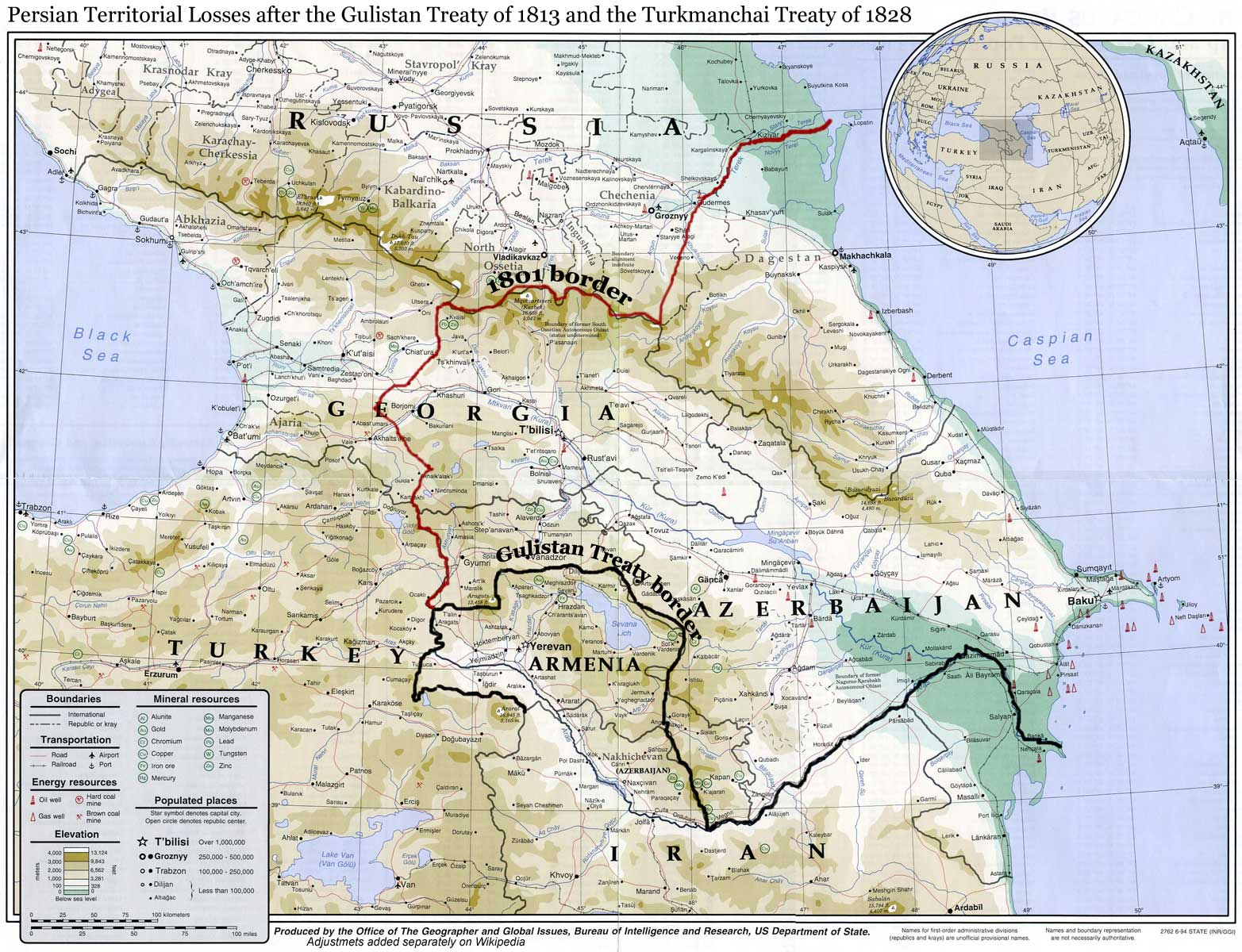
عهدنامه گلستان و واگذاری قفقاز به امپراتوری روسیه

یکی از مهم‌ترین موضوع‌ها میان دو کشور در آن زمان، بهره‌برداری از شیلات دریای خزر بود. ماده چهارده «عهدنامه مودت» مقرر می‌کرد که دو دولت باید بر سر شیلات دریای خزر با یکدیگر به توافقاتی برسند. امتیاز شیلات دریای مازندران از سال ۱۲۵۵ خورشیدی (۱۸۷۶ میلادی) به سرمایه‌داری از ارامنه روسیه به نام استپان لیانازوف داده شده بود که به فرزندانش به ارث رسیده بود. در دوران جنگ جهانی اول، به سبب شرایط جنگی و انقلاب و تحولات روسیه، لیانازف‌ها نتوانستند اجاره را بپردازند. پس از عقد عهدنامه مودت، حسین علاء (علاءالسلطنه) وزیر فوائد عامه ایران فرصت را غنیمت شمرد و اجاره شیلات شمال به لیانازف‌ها را به علت نپرداختن حق‌الاجاره لغو کرد.
با روی کارآمدن رضاخان سردارسپه به عنوان نخست‌وزیر، تصمیم گرفته شد دولت ایران دارایی برادران لیانازف را بابت اجاره‌بهای عقب افتاده‌شان تملیک کند و با دولت شوروی معامله شود. قراردادی با دولت شوروی برای تشکیل «کمپانی مختلط ایران و شوروی» بسته شد. طبق قرارداد، نیمی از سرمایه کمپانی به دولت ایران و نیم دیگر به دولت شوروی تعلق می‌گرفت. بخش دیگری از دارایی لیانازوفها را دولت شوری تملیک‌کرد.
در سال ۱۲۹۹ شمسی پیش از کودتای رضاخان، قرارداد ایران و شوروی ۱۹۲۱ بین دو کشور آماده‌سازی شده بود و مورد توافق قرار گرفته بود. با این وجود مسئله چگونگی برقراری روابط اتحاد شوروی با ایران، همچنان مسئله مجادله برانگیزی در حکومت شوروی بود. یک آلترناتیو که لو کاراخان آن را پیشنهاد می‌کرد «شوروی سازی» ایران از طریق مداخله مستقیم و برکناری شاه و شکل دهی یک حکومت سوسیالیستی-ملی‌گرا بود. اما این اهداف رادیکال پی گرفته نشد و در عوض تلاش شد روابط با ایران از طریق تدابیر اقتصادی صلح آمیز توسعه یابد. این سیاست‌ها زمانی پیاده شد که رضاشاه در حال تحکیم قدرت و نفوذ خود بر ایران بود. او همواره شخصاً از دسیسه‌های سیاسی مسکو در هراس بود، و این نه تنها در مورد توسعه نفوذ کمونیستی بلکه در مورد امکان سو قصد او توسط مأمورین ان ک و د بود. با این حال منافع کشور و توسعه استان‌های شمالی نیازمند عادی سازی روابط بود. تا سال‌های ۱۹۲۳–۲۵ هر دو کشور ساختار دولتی و اداری خود را تثبیت کرده بودند و توانسته بودند جنبش‌های داخلی جدایی طلبانه را سرکوب کنند. در این زمان مشکلات اصلی به فضای اقتصاد منتقل شد. شرکت‌های مشترکی بین ایران و شوروی برای تجارت پنبه، ابریشم، و شیلات تشکیل شد. تجارت بین ایران و شوروی در این دوره برای هر دو کشور اهمیت داشت.

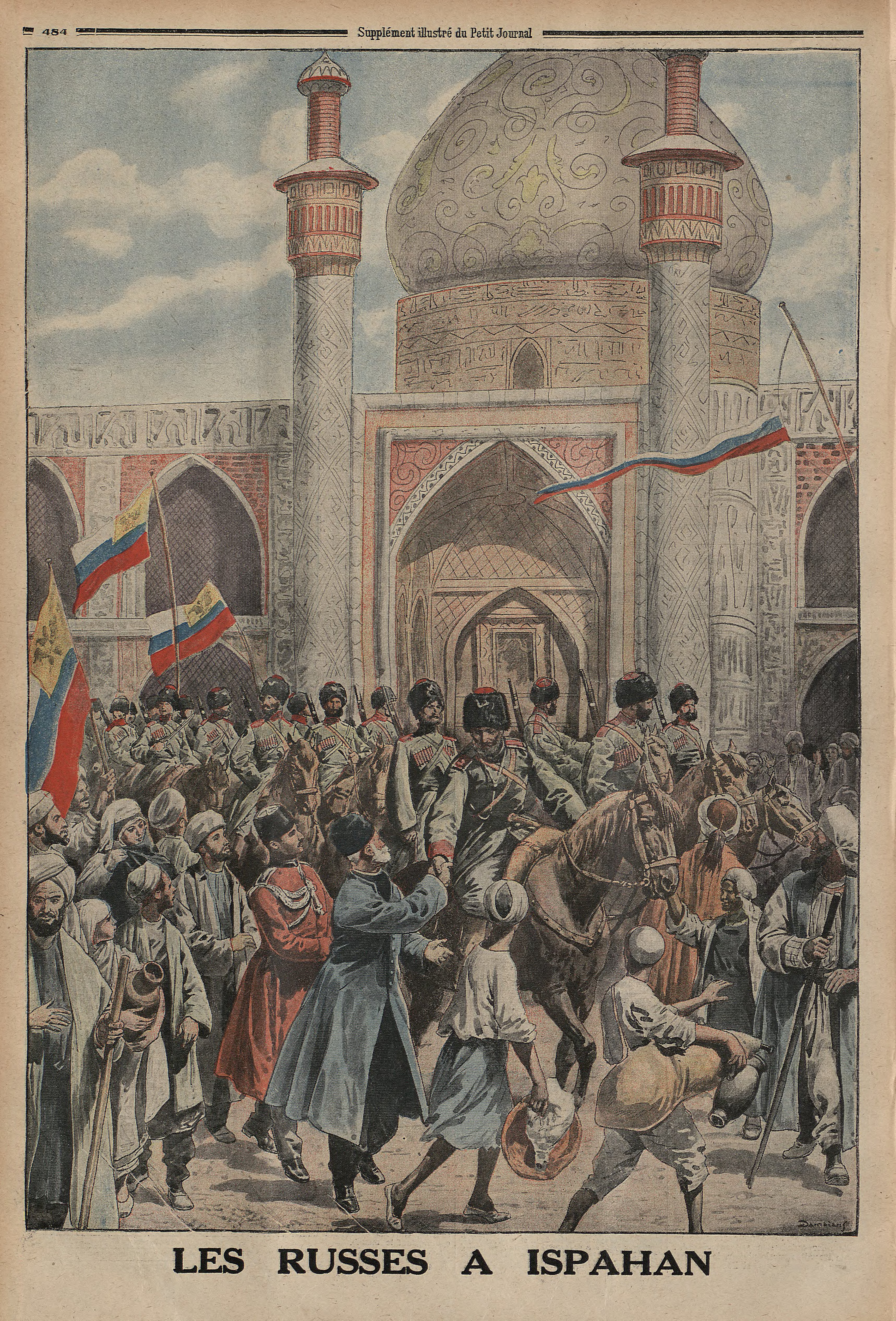
اشغال ایران در جنگ جهانی اول توسط متحدین و متفقین

انصاری بار دیگر در بهار ۱۳۰۶ به مسکو فرستاده شد تا برای بستن پیمان بازرگانی مذاکره کند. مأموریت او در روسیه چند ماه طول کشید. در هشتم مهر ۱۳۰۶ «عهدنامه تأمینیه و بی‌طرفی» را با گئورگی چیچرین وزیرخارجه و قرارداد شیلات و قرارداد گمرکی را با لو کاراخان قائم‌مقام وزیرخارجه روسیه امضا کرد. «عهدنامه تأمینیه و بی‌طرفی» دو دولت را متعهد می‌کرد از هر نوع فعالیت علیه یکدیگر در خاک خود جلوگیری کنند، در صورت بروز جنگ در خاک هر کدام، نسبت به دیگری بی‌طرف بمانند و در محاصره یا تحریم اقتصادی علیه یکدیگر شرکت نکنند. بعدها که ارتش شوروی خاک ایران را اشغال و از برپایی دولت خودمختار در آذربایجان حمایت کرد، همین عهدنامه سندی برای واداشتن شوروی به خارج ساختن نیروهایش شد. قرارداد شیلات نیز در واقع تأیید قراردادی بود که پیشتر میان دو کشور برای تشکیل «کمپانی مختلط ایران و شوری» و اعطای امتیاز بهره‌برداری از شیلات ایران به این کمپانی بسته‌شده‌بود.

چند زن ایرانی در کنار کاروان تدارکات نیروهای متفقین پس از اشغال ایران در جنگ جهانی دوم

در دهم خرداد ۱۳۰۷ (۳۱ مه ۱۹۲۸) فتح‌الله پاکروان کفیل (سرپرست) وزارت امورخارجه ایران «قرارداد عبور و مرور سکنه قوای سرحدی» را با یعقوب داودیان سفیر کبیر فوق‌العاده اتحاد شوروی در تهران امضا کرد که به ساکنان روستاهای واقع در حد فاصل تا ۲۵ کیلومتری مرز دو کشور از طرفین اجازه می‌داد «برای اقدام به ساختمان و تسطیح اراضی و غیره، تجارت، ایفای تکالیف خانوادگی، مساعدت رفع آفات طبیعی، امداد طبی، تجسس حیوانات گمشده و اموال مسروقه و برای مراجعه به مأمورین محلی به جهت اتخاذ اقدام‌های لازم علیه مجرمین حقوق عمومی که از سرحد فرار و به منطقه سابق‌الذکر پناه برده باشند» از مرز بگذرند و تا حداکثر ۲۵ کیلومتر وارد خاک یکدیگر شوند، مشروط بر آنکه «جواز مخصوص» داشته باشند و فقط از گذرگاه‌های رسمی عبور و مرور کنند. این جوازها دو نوع بودند: جواز سی روزه که فقط برای عبور بود و جواز یک ساله که فقط برای تسهیل زراعت اراضی واقع در فاصله حداکثر سه کیلومتری از مرز بود.
سوق پیدا کردن فزاینده هر دو کشور به سوی دیکتاتوری و نیز بحران اقتصادی جهانی موجب تحولات بعدی در روابط دو کشور شد. در دوره ۱۹۲۹–۳۳ تجارت خارجی ایران ۳٫۳ برابر کم شد و ۳۵ درصد تجارت خارجی ایران با شوروی بود، اما برای ایران حفظ بازار شوروی مهم بود. در آن سالها، شوروی ۱۰۰ درصد صادرات ماهی و کنف، ۹۷٫۵ درصد برنج و گاو، ۹۰ درصد پنبه، ۸۶ درصد پشم، ۶۸ درصد پیله کرم ابریشم، ۴۷ درصد چرم را به خود اختصاص می‌داد.

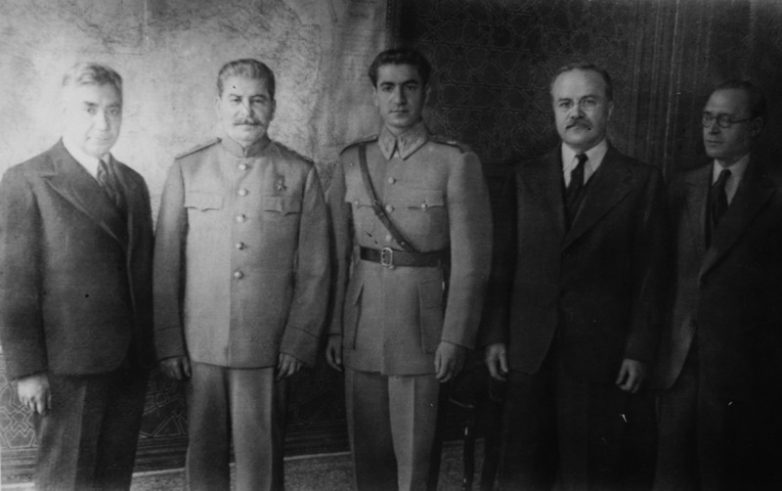
شاه در کنار استالین، رهبر شوروی در ۱۹۴۳

ایران در سال ۱۹۳۱ قانونی تصویب کرد که باعث انحصار در تجارت خارجی شد و پیش از آن قانونی برای انحصار پولی تصویب شده بود، و دولت به شدت شروع به مداخله در اقتصاد کشور از جمله در تجارت خارجی کرد. شوروی نخستین کشوری بود که انحصار در تجارت خارجی که ایران و روسیه اعلان کرده بودند را در عهدنامه ۱۹۳۱ اقامت، تجارت و بحرپیمایی بین ایران و اتحاد جماهیر شوروی به رسمیت شناخت. این عهدنامه اصل تثبیت توازن تجاری را مورد تأیید قرار داد، گرچه در این زمان این امر نه برای هر تراکنش بلکه برای نتایج سالانه بود. عهدنامه ۱۹۳۱ قواعد تجاری را برای یک بازه سه ساله در بر می‌گرفت. در این سال‌ها سیاست‌های نوین اقتصادی در حال پیاده‌سازی در شوروی بود و تمامی سرمایه‌های خصوصی از صنعت و نیز بازرگانی بیرون رانده شدند و همه شرکت‌های مشترک ایران و شوروی به جز شرکت شیلات کار خود را متوقف ساختند. در این دوران شرکت‌های دولتی درگیر تجارت و همکاری بودند. وقتی شوروی در سال ۱۹۳۴ به جامعه ملل پیوست، ایران سعی کرد از این فرصت برای متقاعد کردن شوروی به الغای فصل ۶ قرارداد ۱۹۲۱ استفاده کند، اما شوروی از این کار اجتناب کرد و اثر سوئی بر توسعه بیشتر روابط دو کشور داشت. با انقضای دوره اعتبار عهدنامه ۱۹۳۵، ایران از تمدید آن خودداری کرد که باعث توقف روابط اقتصادی دو کشور شد. روابط سیاسی شوروی با ایران در سطحی پایین‌تر از ترکیه و افغانستان قرار داشت. مفهوم آلمان به عنوان یک قدرت سوم برای متوان ساختن نفوذ بیش از حد روسیه و بریتانیا در امور ایران نقش فزاینده ای در سیاست خارجی ایران پیدا کرد.

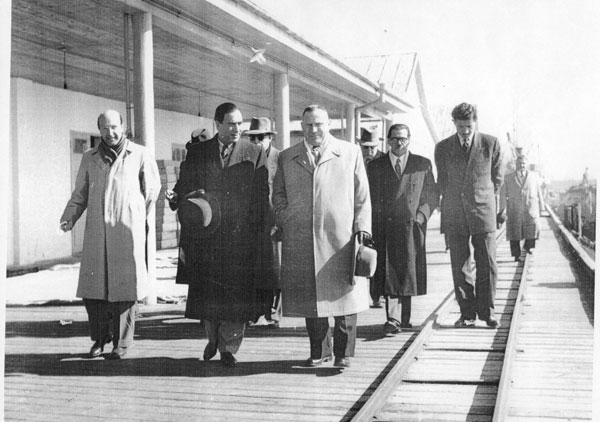
سید محمدعلی کشاورز صدر استاندار، نماینده مجلس شورای ملی و از اعضای جبهه ملی ایران در شوروی

وخامت روابط در این دوره تا حدی در پیوند با تدابیر به‌طور فزاینده ای سرکوبگرانه حکومت ایران علیه کمونیست‌ها و سندیکاهای ایرانی بود. این دوره ای بود که مهاجران ایرانی از شوروی به ایران اخراج شدند. بسیاری از آنها کارگران فصلی بودند که قدمت حضورشان به دوره روسیه تزاری بازمی‌گشت و بسیاری شان در قفقاز جنوبی، در آذربایجان می‌زیستند. شمار کسانی که فقط از قفقاز اخراج شدند بالای ۳۰۰۰ تن بود.
حکومت شوروی مجبور بود شبکه کنسولگری‌های خود را کوچک کند و تعداد نمایندگی‌های کنسولی و دیپلماتیک خود را کاهش دهد. تا سال ۱۹۳۸، تنها کنسولگری در بندر پهلوی فعال بود. در همان زمان رهبری شوروی خواستار کاهش تعداد کنسولگری‌های ایران درون شوروی شد.
مشکلات مرزی در مناطق مغان و اترک حل ناشده باقی مانده بود. وضعیت حقوقی دریای خزر در دهه ۱۹۳۰ برای نخستین بار حل شد. در سال ۱۹۳۱، قرارداد اقامت، تجارت و بحرپیمایی تصویب شد که در آن وضعیت حقوقی دریا به عنوان یک دریای مشترک وضع شد. با این حال مسئله جداسازی آب‌ها طرح نشده بود. در سال‌های بعد شوروی به‌طور یکجانبه خط مرز دریایی را به صورت یک خط متعارف متصل کننده نقاط دو سوی مرزی از آستارا تا حسنقلی تعیین کرد که کشتی‌های ایرانی اجازه نداشتند از این خط جلوتر بیایند.

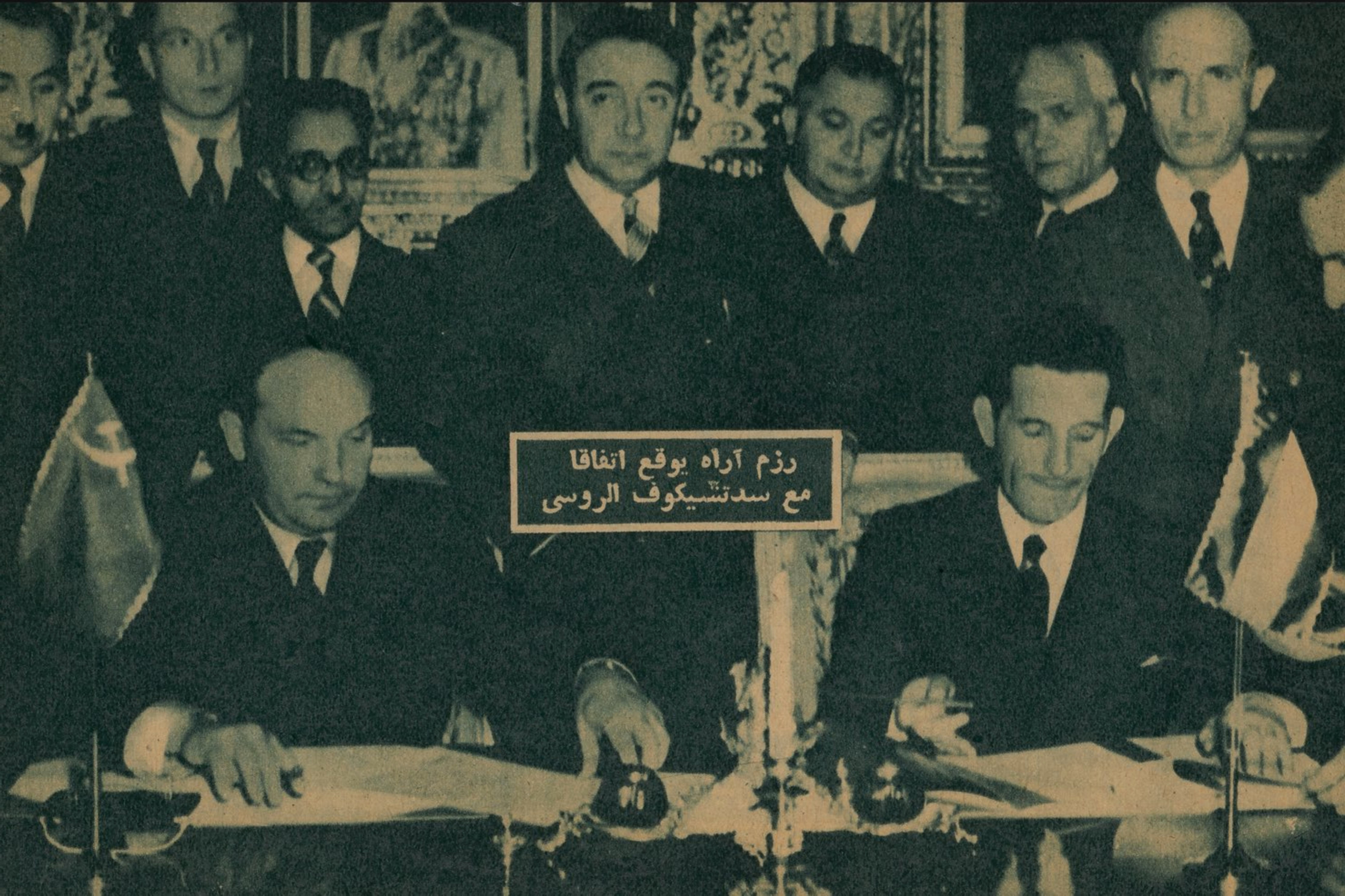
حاجعلی رزم‌آرا درحال انعقاد قرارداد با مقامات شوروی

گرایش پذیرای حکومت ایران نسبت به توسعه حضور اقتصادی و نظامی آلمان در اواخر دهه ۱۹۳۰ روابط بین ایران و شوروی را وخیم تر هم کرد. با این که ایران پس از شروع جنگ جهانی دوم بیطرفی خود را اعلام کرده بود، خطر استفاده از قلمروی آن توسط سربازان آلمانی به‌طور قابل توجهی بالا بود. ایران برای آلمان دارای منفعت استراتژیک بود، ایران هم سرپل پیشروی به درون شوروی و هم یک منبع نفت بود. پس از حمله آلمان به شوروی، شوروی در یادداشتی دیپلماتیک به حکومت ایران در ۲۶ ژوئن، ۱۹ ژوئیه و ۱۶ اوت ۱۹۴۱ خواستار اخراج مأموران آلمانی از این کشور شد. فشار فزاینده شوروی-بریتانیایی بر ایران با تجمع سربازان در مرزها همراه شد. مبنای قانونی آوردن سربازان فصل ۶ قرارداد ۱۹۲۱ بود. در ۲۵ اوت ۱۹۴۱، سربازان شوروی از طریق قفقاز و آسیای مرکزی وارد قلمروی شمال ایران شدند، و سربازان بریتانیا از جنوب وارد ایران شدند. قرارداد بین ایران، شوروی و بریتانیای کبیر در ۸ سپتامبر ۱۹۴۱، وضعیت سربازان را تعیین می‌کرد به نحوی که سربازان ایرانی در مرکز ایران می‌ماندند. با این حال از آنجا که شرایط اصلی توافق، از جمله اخراج نمایندگان آلمان برآورده نشده بود، سربازان متفقین تهران را در ۱۵ سپتامبر اشغال کردند. رضاشاه یک روز بعد به نفع پسرش محمدرضا کناره‌گیری کرد. دلیل رسمی داده شده برای آوردن سربازان تهدید حمله ایران به شوروی، پیشگیری از استفاده احتمالی از سربازان ایرانی علیه شوروی و ضرورت انتقال تدارکات نظامی و غذا به شوروی از طریق قلمروی ایران بود. عملیات ایران در عمل تنها موفقیت نظامی در دوره ابتدایی جنگ بود، چرا که آلمان تا سپتامبر ۱۹۴۱ جمهوری‌های بالتیک، بلاروس و بخش قابل توجهی از اوکراین را تصرف کرده بودند و ارتش سرخ تلفات سنگینی را متحمل شده بود.

### دوران جمهوری اسلامی

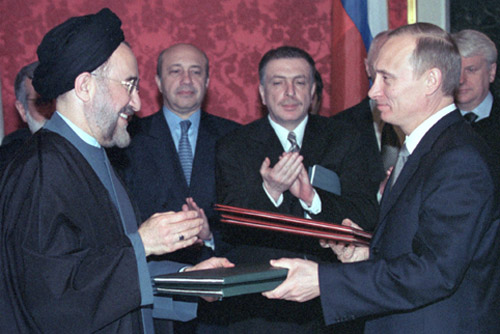
محمد خاتمی اصلاح‌طلب، پنجمین رئیس‌جمهور ایران در دیدار با ولادیمیر پوتین (۲۰۰۱‏)

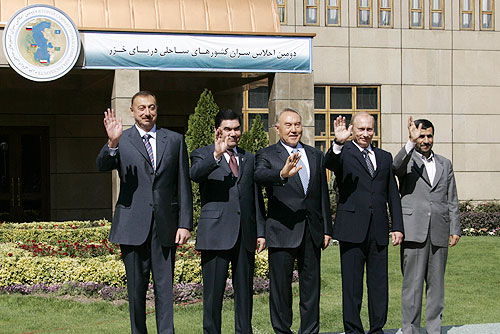
دومین اجلاس کشورهای ساحلی دریای خزر با حضور ولادیمیر پوتین رئیس‌جمهور روسیه و محمود احمدی‌نژاد رئیس‌جمهور ایران (۲۰۰۷‏)

اتحاد جماهیر شوروی اولین کشوری بود که جمهوری اسلامی ایران را در فوریه ۱۹۷۹ به رسمیت شناخت. با این حال، در طول جنگ ایران و عراق، مقادیر زیادی تسلیحات متعارف را به صدام حسین رساند. آیت الله خمینی اسلام را اصولاً با آرمان‌های کمونیستی (مانند الحاد) اتحاد جماهیر شوروی ناسازگار دانست و صدام را متحد مسکو گذاشت. با این حال، در طول جنگ، ایالات متحده تحریم تسلیحاتی را علیه ایران اعمال کرد و اتحاد جماهیر شوروی از طریق کره شمالی به ایران تسلیحات ارسال کرد.
با سقوط اتحاد جماهیر شوروی و انقلاب ۱۳۵۷ ایران، روابط تهران و مسکو افزایش ناگهانی روابط دیپلماتیک و تجاری را تجربه کرد و روسیه به زودی وارث قراردادهای تسلیحاتی ایران ̠شوروی شد. در اواسط دهه ۱۹۹۰، روسیه با برنامه‌ریزی برای پایان دادن به ساخت نیروگاه راکتور هسته ای در بوشهر، که نزدیک به ۲۰ سال به تعویق افتاده بود، موافقت کرد به کار بر روی توسعه برنامه هسته ای ایران ادامه‌دهد.
در ایران این دوره، از مناسبات با روسیه، درک و دریافتی راهبردی وجود داشته است و «نگاه به شرق» به‌عنوان یکی از پایه‌های اساسی قدرت برای مقابله با آمریکا تصور می‌شد. جمهوری اسلامی در دورانش، برای ایجاد «تمدن اسلامی جدید»، در چارچوب گسترش عمق استراتژیکش به سوی «قدرت‌سازی» در برابر یک قدرت بین‌المللی جهان و متحدانش در منطقه که شامل اسرائیل می‌شود، اینگونه حساب کرده است که «نگاه به شرق» نیز یاری‌رسانی‌اش خواهد کرد و می‌تواند روی امکانات کشورهایی چون روسیه و چین نیز حساب کند. روسیه نیز ضعف یا برچیده‌شدن نظام جمهوری اسلامی (از بازیگران منطقه‌ای) را از دست‌رفتن یک «شریک مهم» می‌دانسته است. دیدگاهی نیز می‌گوید که هردو کشور، در این دوره برای مقابله با «جاه‌طلبی‌های آمریکا» همکاری داشته‌اند. با این حال، چالش‌هایی نیز وجود دارد. قفقاز از بخش‌های همکاری و اشتراک دو کشور است که محل چالش منافع ایران و روسیه نیز است. در برخی تغییرات این منطقه، جمهوری اسلامی کم و بیش، برکنار مانده است در حالی که کشورهایی چون ترکیه نیز دخالت قابل توجهی داشته‌اند. موضع محتاط و محافظه‌کارانهٔ ایران، خوشایند روسیه بوده است. یورش آمریکا برای ضعیف‌سازی نظام جمهوری اسلامی یا یک تغییر رژیم در این کشور، برای روسیه گونه‌ای تهدید شمارده شده است.

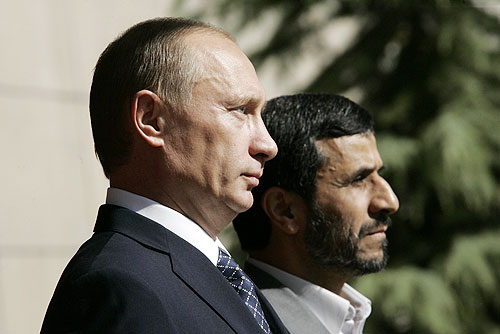
محمود احمدی‌نژاد و ولادمیر پوتین

ولادیمیر پوتین در سال ۲۰۰۷ برای شرکت در اجلاس رؤسای کشورهای حاشیه دریای خزر به ایران سفر کرد. در پی این سفر، با اینکه محور اصلی مذاکرات حقوق دریای خزر بود، انتظار عمومی بر این بود که مذاکرات جانبی در مورد مسایل هسته‌ای ایران انجام شود که محمود احمدی‌نژاد چنین احتمالی را رد کرد.
پوتین در ۲۳ نوامبر ۲۰۱۵ برای شرکت در نشست صادرات گاز، به تهران سفر کرد. این دومین ملاقات پوتین و رهبر ایران بود. علی اکبر ولایتی دیدار پوتین و خامنه‌ای در تهران را مهم‌ترین ملاقات در تاریخ جمهوری اسلامی ایران خوانده است. خامنه‌ای در این دیدار «آقای پوتین را شخصیت برجسته‌ای در دنیای امروز» خواند و از همراهی این کشور در مذاکرات اتمی و از مواضع روسیه در برابر بحران جاری در سوریه تمجید کرد.

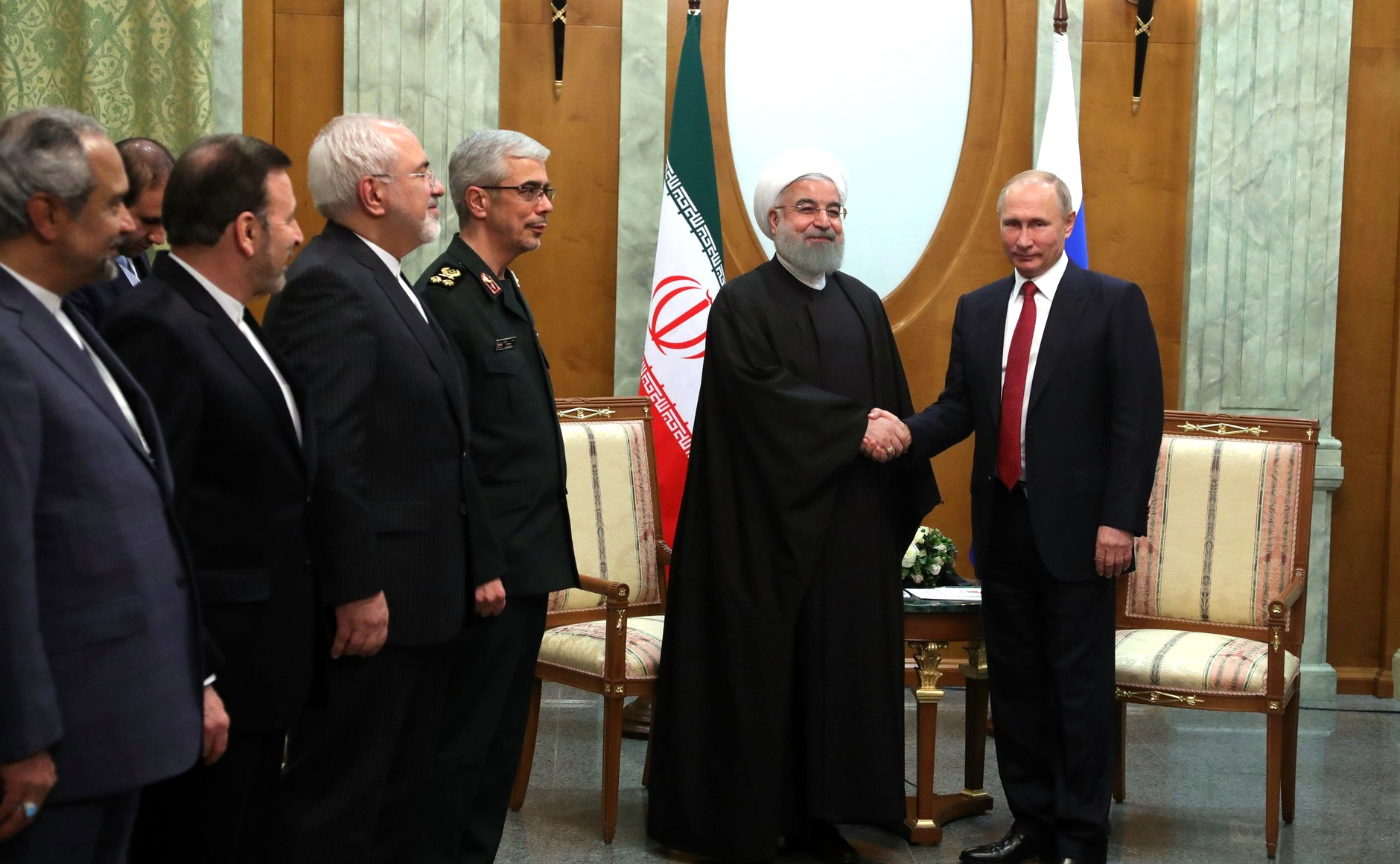
رئیس‌جمهور حسن روحانی در کنار ولادیمیر پوتین، رئیس‌جمهور روسیه. (۲۰۱۷‏)

محمدجواد ظریف، وزیر امور خارجه جمهوری اسلامی در یک گفتگو، با اشاره به کارشکنی‌های روسیه در مذاکرات برجام، اعلام کرد که: «هدف روس‌ها این بود که توافق هسته‌ای انجام نشود. آن‌ها وقتی دیدند ما داریم به توافق می‌رسیم، شروع کردند به ایجاد مانع. چرا روسیه در حالی که می‌توانست از روی مدیترانه خاک سوریه را بزند اما از روی ایران زد… این اتفاق‌ها همه مال بعد از برجام است. روسیه و فرانسه می‌خواستند خطرناک‌ترین متن ممکن را به برجام اضافه کنند، همین روسیه می‌خواست هر ۶ ماه یک بار برجام در شورای امنیت بررسی شود». وی همچنین اعلام داشت که روسیه از سال ۱۳۹۴، می‌خواسته است که مانع انجام توافق برجام شود و لاوروف نیز می‌خواست که «در شب توافق، همه‌چیز را بهم بزند». بر پایهٔ اعلام همین طرف ایرانی، لاوروف در این هنگام، پافشاری می‌کرده است که مذاکره متوقف شود و به ظریف گفت: «تو که دستورالعمل نداری؛ برو دستورکار بگیر و برگرد».

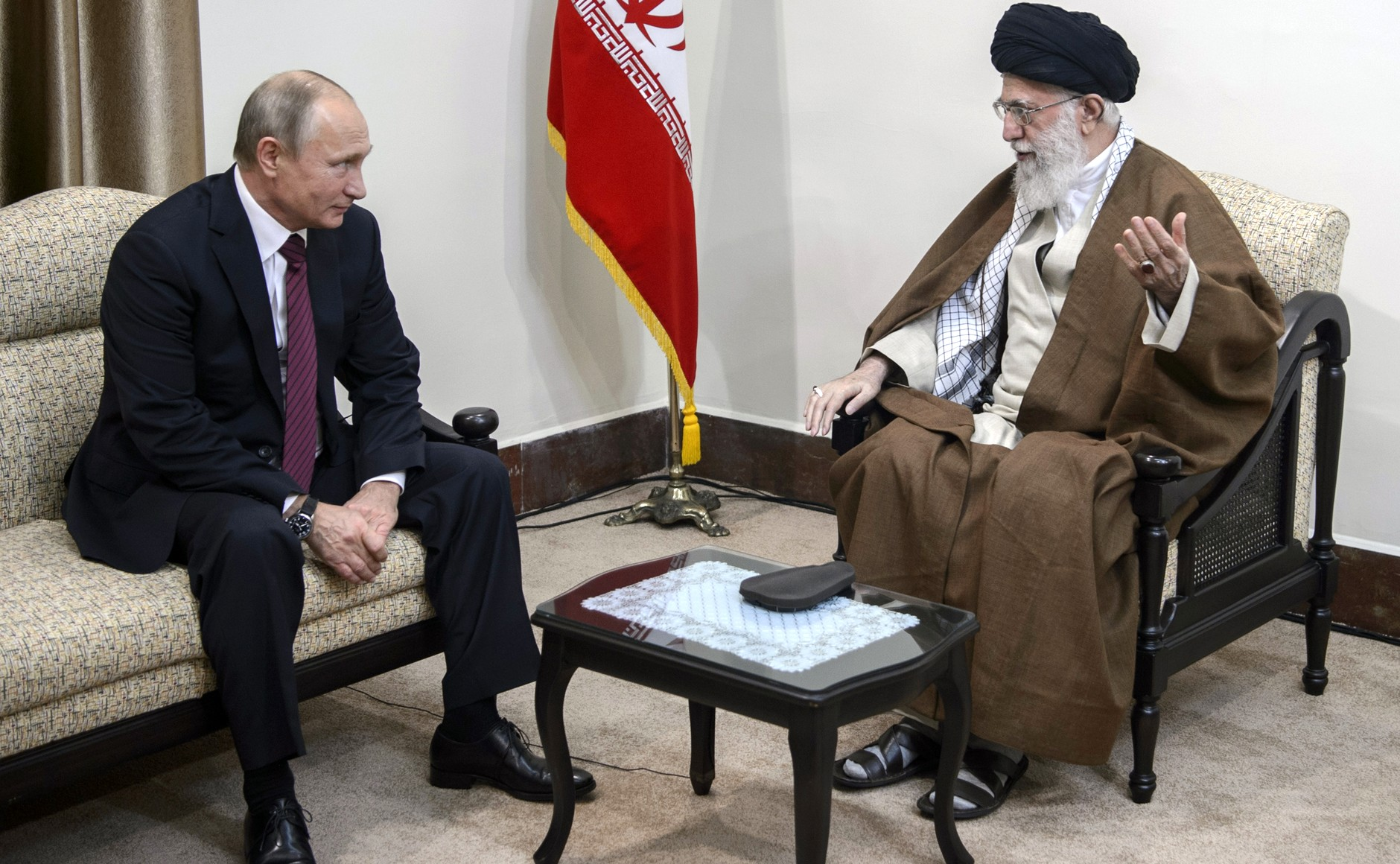
دیدار ولادیمیر پوتین رئیس‌جمهور روسیه و سید علی خامنه ای رهبر جمهوری اسلامی

در بخشی دیگر، ظریف اعلام کرد که سفر قاسم سلیمانی، فرماندهٔ نیروی قدس سپاه پاسداران انقلاب به روسیه با اراده و خواست مسکو انجام شد و نه با ارادهٔ ایران. وی اعلام کرد که «ارادهٔ روسیه به آن بود که دستاورد وزارت خارجه ایران را نابود کند؛ روسیه زمانی پذیرفت آقای سلیمانی به روسیه برود که برجام امضا شد… پوتین وارد جنگ شد اما با نیروی هوایی، اما نیروی زمینی ایران را هم به جنگ کشید». قاسم سلیمانی، فرماندهٔ نیروی قدس که رابطه‌اش با رئیس‌جمهور روسیه، مورد توجه رسانه‌ها قرار گرفت و مخالفان، وی را «سردارِ پوتین» نامیدند.
سید جلال ساداتیان از کارکنان پیشین وزارت خارجه ایران، دربارهٔ روابط با روسیه اعلام داشت که روس‌ها به دنبال منافع و سود خودشان بوده‌اند و هنگامی که به نتیجهٔ کار رسیده‌اند، به گونه‌ای به منافع ایران، بی‌اعتنایی‌هایی داشتند. او همچنین گفت که یورش‌های اسرائیل به مواضع ایران در سوریه، با سکوت از سوی روسیه یا با تأیید این کشور بوده‌اند. روسیه که در این دوران رسماً متحد ایران شناخته شده است، در مناطق عملیات‌ها، دارای رادار و سامانه‌های دفاع موشکی زمین به هوا بوده است و این توان را داشته است که به آسانی از یورش‌های اسرائیل پیشگیری کند اما آسمان سوریه و لبنان را به‌روی این سری یورش‌ها، بازنگه داشت.

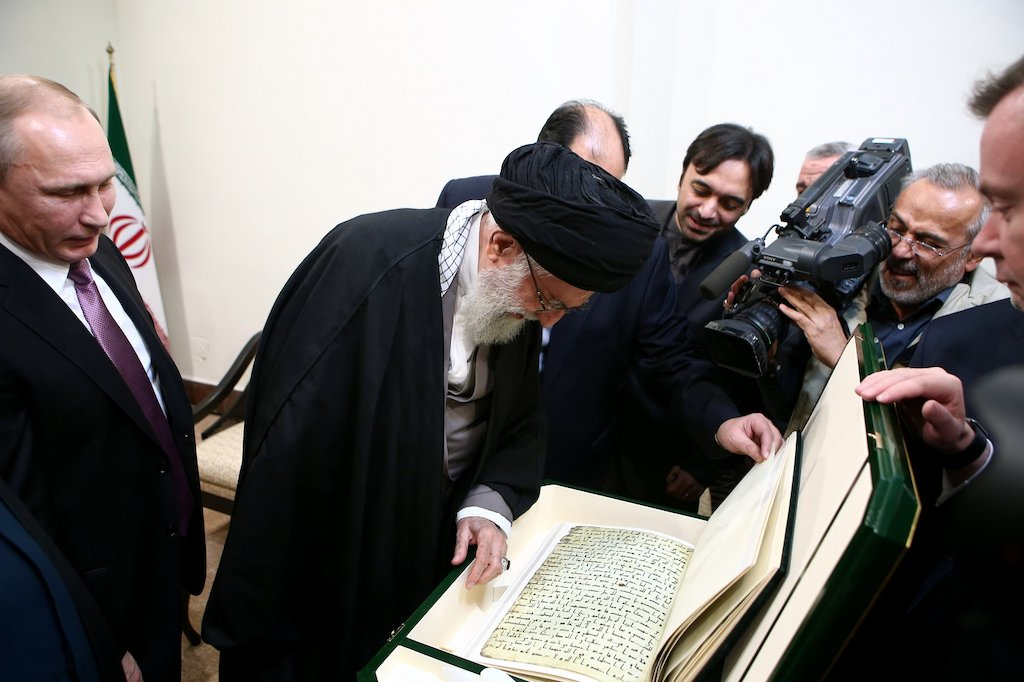
هدیه دادن قرآن نسخه قدیمی توسط ولادمیر پوتین به سید علی خامنه‌ای

بر پایهٔ گزارشی در سال ۲۰۱۹ در رادیو فردا، «تن دادن» به پذیرش کنوانسیون حقوقی تازهٔ دریای خزر زیر فشارهای رهبران کرملین، که در ایران نیز اعتراض‌های پرشماری را حتی از سوی نمایندگان مجلس شورای اسلامی، به همراه داشت، اهدای تسهیلات پرواز به بمب‌افکن‌های روسیه در بخش پایگاه نظامی همدان، «تن دادن» به امکان پرواز و عبور موشک‌های روسیه از فراز آسمان ایران (به سوی سوریه)، پذیرایی‌کردن از کشتی‌های جنگی روس در بندر بوشهر و دادن سرویس هوایی به نیروی هوایی روسیه در پایگاه شکاری بوشهر در جهت پایدارسازی حضور روس‌ها در خلیج فارس (همچون آنچه که در همدان شد)، «نمونه‌های اعلام‌شده» از امتیازهای پر شماری‌اند که نظام جمهوری اسلامی در پی انزوای سیاسی و تهدیدها به روسیه داده است؛ با این وجود، «روسیه حتی در حد مشتری متعارفی نیز تهران را در کنار خریداران دیگر، مانند ترکیه یا عراق قرار نمی‌دهد». در برابر این موارد در سال ۲۰۲۱، خبرگزاری تسنیم پستی با عنوان «ایران و روسیه در مسیر آیندهٔ درخشان» را به همراه مقالهٔ کاظم جلالی سفیر تام‌الاختیار جمهوری اسلامی در روسیه منتشر کرد.
در سال ۲۰۲۱، نامهٔ خامنه‌ای به پوتین که توسط قالیباف به رئیس دومای روسیه رسانده شد، جنجال‌آفرین شد و گفتگوهای پیرامون حامل نامه و چرایی نداشتن ملاقات با شخص پوتین، بر اصل این نامه، سایه انداخت. جنجال‌ها تا اندازه‌ای پیش رفت که در گفتگویی در رادیو فردا در همین دوره، از اینکه «جمهوری اسلامی نسبت به احترام روسیه نسبت به خود، توهم دارد» مطالبی طرح شد و اعلام شد که بخش بزرگی از صاحبان قدرت و تصمیم‌گیران جمهوری اسلامی به ویژه نزدیک به سپاه، باور دارند که به روسیه می‌توان به عنوان متحدی واقعی نگاه کرد و سعی دارند روابط را حفظ کنند.
بر پایهٔ گزارشی در ایندیپندنت فارسی، با وجود اشتیاق بالا از سوی علی خامنه‌ای و سپاه در جهت برقراری رابطه‌هایی راهبردی با روسیه اما این کشور همیشه به ایران به عنوان یک «کارت بازی» و تنظیم‌کنندهٔ روابط خویش با ایالات متحده آمریکا نگاه داشته است. اگرچه مقامات جمهوری اسلامی، روسیه را به‌عنوان متحد در جنگ ۱۰ سالهٔ سوریه نگاه می‌کردند اما با فروکش جنگ در سوریه، نمایان شد که روسیه برای بیرون انداختن سپاه پاسداران و گروه‌های نیابتی‌اش از سوریه، تلاش کرده است. منافع و سود سپاه و علی خامنه‌ای رهبر جمهوری اسلامی، در ادامه دادن دشمنی‌ها با ایالات متحده و نداشتن اعتنا به اروپا و ادامه‌دادن «عشق یکسویه به چین و روسیه» بوده است. روسیه و چین نیز در توجه به شانسی که این وضع برای منافع بیشتر آنان فراهم آورده، از آن استقبال کرده‌اند. به گزارش این رسانه، ایران و ایرانیان در این وضعیت، متضرر اصلی خواهند بود و از رابطه‌ای «معقول و منطقی» با جهان محروم مانده و مجبور به تحمل کردن رابطه‌های پرهزینه، غیر راهبردی و غیرطبیعی حکومت جمهوری اسلامی با روسیه و چین بوده‌اند.

#### ۲۰۲۲

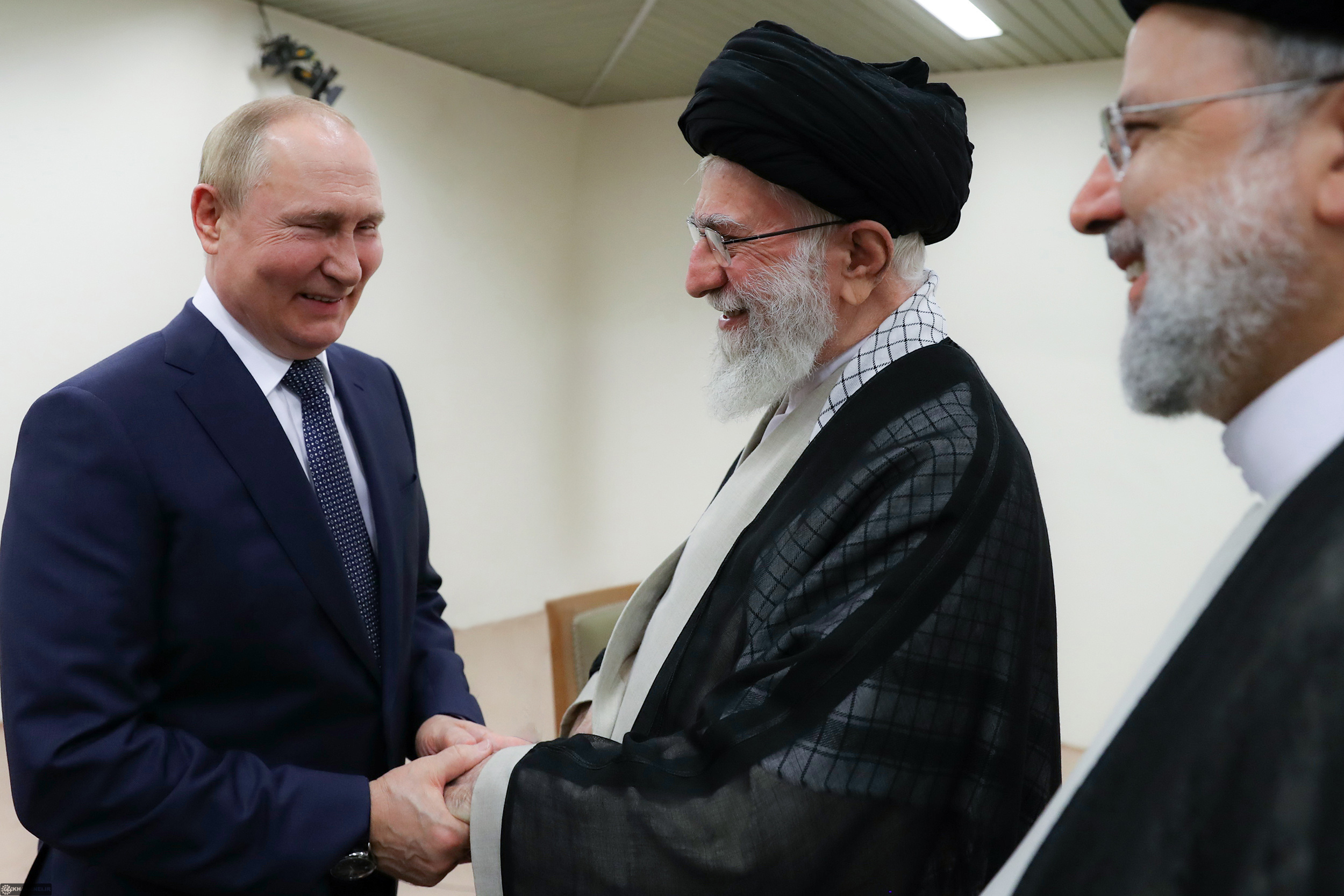
سفر ولادیمیر پوتین به ایران

روسیه اولین کشوری بود که رسماً از انتخاب سیدابراهیم رئیسی به عنوان رئیس‌جمهوری اسلامی ایران و شروع به کار دولت جدید استقبال کرد. مقامات روس روابط تهران - مسکو در دوره دولت کنونی جمهوری اسلامی ایران به ریاست آقای رئیسی را مستحکمتر پیش‌بینی کرده‌اند و آن را نقطه عطفی در روابط دو کشور می‌دانند.
دی ۱۴۰۰ موافقتنامه جامع همکاری‌های بیست ساله بین ایران و روسیه در سفر رئیسی به روسیه مطرح شد.رئیسی پیش نویس پیشنهادی ایران برای قرارداد همکاری ۲۰ ساله جدید بین ایران و روسیه را تحویل داد. به گفته تحلیل گران، روابط روسیه با ایران در این دوره به‌طور قابل توجهی قوی تر از دوران ریاست جمهوری حسن روحانی است».در این دیدار دربارهٔ مسئله هسته‌ای، امکان خرید تسحیلات نظامی از سوی ایران؛ همکاری‌های منطقه‌ای؛ حمایت روسیه از ایران برای به دست آوردن جایگاه بیشتری در اتحادیه اقتصادی اوراسیا و مسائل امنیتی منطقه صحبت کردند.
در کنار چین، ایران و روسیه بارها 'یکجانبه گرایی' آمریکا را محکوم کرده‌اند. و مسکو و پکن اخیراً از تلاش موفق تهران برای عضویت کامل در سازمان همکاری شانگهای حمایت کردند.

#### ۲۰۲۵
در ۱۷ ژانویه ۲۰۲۵، ولادیمیر پوتین و مسعود پزشکیان، رؤسای جمهور روسیه و ایران، «معاهده مشارکت راهبردی جامع ایران و روسیه» را امضا کردند؛ معاهده‌ای که حوزه‌هایی چون سیاست، امنیت، تجارت، حمل‌ونقل و انرژی را در بر می‌گیرد. با این حال، این معاهده هیچ بند دفاع جمعی و یا تعهد نظامی متقابل را شامل نمی‌شود. در آوریل همان سال، در پی هشدارهای رئیس‌جمهور پیشین آمریکا، دونالد ترامپ، درباره تلاش احتمالی ایران برای دستیابی به سلاح هسته‌ای، آندری رودنکو، معاون وزیر خارجه روسیه، تأکید کرد که بر اساس این توافق، روسیه هیچ تعهدی برای کمک نظامی به ایران، در صورت حمله آمریکا ندارد و نقش مسکو در چنین شرایطی، تنها به تلاش‌های دیپلماتیک برای تسهیل گفتگو میان تهران و واشینگتن محدود خواهد بود.
در پی جنگ ایران و اسرائیل، مقامات روسیه نگرانی خود را از تشدید خشونت در خاورمیانه ابراز کردند و وضعیت را "هشدار آمیز" و "خطرناک" توصیف کردند. با این حال، رسانه‌های روسی بر مزایای ژئوپلیتیکی بالقوه برای مسکو تأکید کردند، از جمله افزایش درآمدهای نفتی، کاهش تمرکز غرب بر اوکراین، و فرصتی برای موضع‌گیری دیپلماتیک. علی‌رغم این سیگنال‌ها، تحلیلگران هشدار دادند که یک جنگ طولانی خطر بی‌ثبات کردن ایران—و احتمالاً سرنگونی رهبری آن—را به همراه دارد و روسیه را از یک شریک منطقه‌ای حیاتی محروم می‌کند، به‌ویژه پس از کاهش نفوذ آن در سوریه.
همان‌طور که جنگ تشدید شد و هم اسرائیل و هم ایالات متحده حملات هوایی علیه اهداف ایرانی انجام دادند، عباس عراقچی، وزیر امور خارجه ایران، در ۲۳ ژوئن ۲۰۲۵ به مسکو سفر کرد. در اظهارات علنی، پوتین اقدامات آمریکا را "تجاوز کاملاً بی‌انگیزه" محکوم کرد و حمایت لفظی خود را از ملت ایران ابراز کرد. عراقچی در پاسخ از روسیه به خاطر محکومیت لفظی آن تشکر کرد و تنظیم مسکو با حقوق بین‌الملل را ستود. با این حال، پوتین به‌طور قابل توجهی از ارائه هرگونه کمک مادی یا نظامی خودداری کرد و در عوض آمادگی کلی برای کمک به حل دیپلماتیک بحران را ابراز کرد. دیمیتری پسکوف، سخنگوی کرملین، تأیید کرد که مسکو پیشنهاد میانجیگری داده اما تأکید کرد که گام‌های آینده به درخواست‌های ایران بستگی دارد.
این سفر محدودیت‌های روابط ایران با روسیه را آشکار کرد. علی‌رغم زبان دیپلماتیک قوی، مسکو هیچ حمایت ملموسی در حساس‌ترین لحظه تهران ارائه نداد—که شکاف بین شراکت استراتژیک روی کاغذ و اتحاد واقعی در عمل را نشان داد. اکراه روسیه برای کمک، تصور اینکه ایران مجبور است تنها با عواقب جنگ روبه‌رو شود را تقویت کرد.

## اقتصاد و بازرگانی

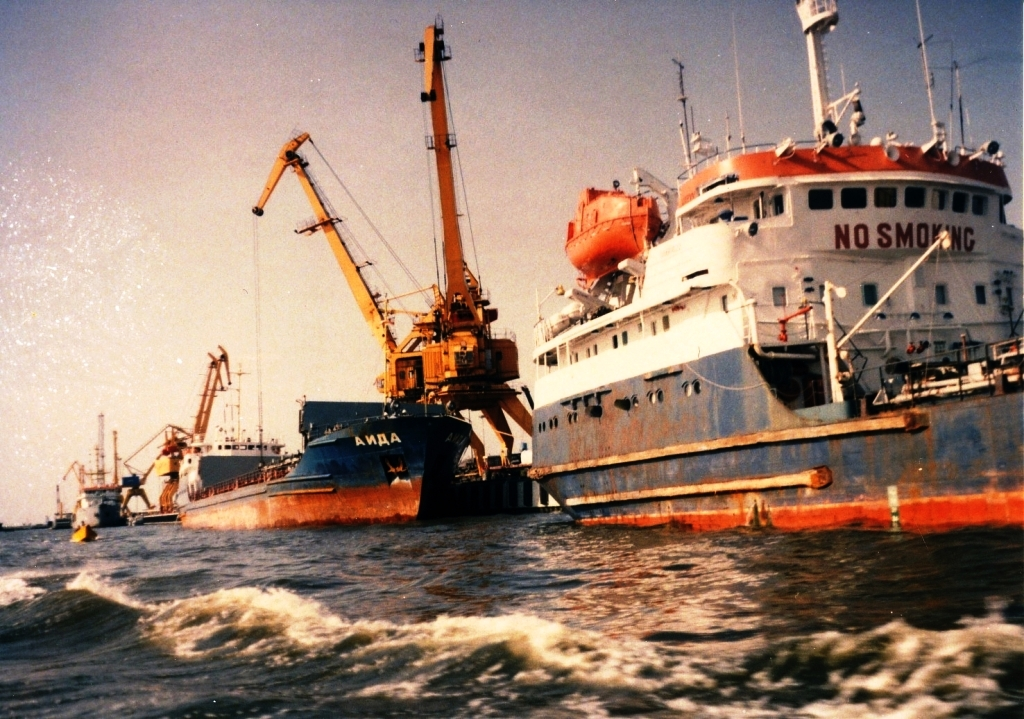
پهلوگیری کشتی‌های روس در بندر انزلی

به دنبال ماجرای اوکراین و تحریم روسیه، یک مسیر تجاری بین قاره ای جدید بین دو کشور شکل گرفته است که از لبه شرقی اروپا تا اقیانوس هند به طول ۳ هزار کیلومتر امتداد دارد. برآورد شده است که ایران و روسیه بالغ بر ۲۵ میلیارد دلار در این مسیر تجاری سرمایه‌گذاری کرده باشند. به عقیده کارشناسان این امر نشان می‌دهد شبکه‌های تجاری جدیدی در اقتصاد جهانی در حال شکل‌گیری هستند و اقتصاد بین‌الملل به سرعت در حال خارج شدن از حالت تک قطبی و مبدل شدن به اقتصاد چند قطبی است.
شهر بندری آستراخان در فاصله ۵۰ کیلومتری شمال دریای خزر و در خاک کشور روسیه واقع شده است و از طریق رودخانه ولگا به دریای خزر متصل می‌شود. بندر سالیانکا در منطقه اقتصادی استان آستراخان قرار دارد و ایران مالکیت ۵۳ درصد از آن را در اختیار دارد.
روابط ایران و روسیه در دوره پس از فروپاشی اتحاد جماهیر شوروی سوسیالیستی یکی از موضوعات بحث‌برانگیز هم در حوزه سیاست خارجی دو کشور و هم در متن سیاست بین‌الملل بوده است. تاریخ روابط تهران و مسکو ضمن وجود پیچیدگی‌های فراوان، شاهد فرازها و نشیب‌های بسیاری بوده است و عوامل داخلی، دوجانبه، منطقه‌ای و بین‌المللی بسیاری در تعیین نوع این ارتباط از دوستانه تا خصمانه اثرگذار بوده است.

### مالی و بانکی
در بهمن ماه ۱۴۰۱ قرارداد اتصال سامانه‌های پیام رسان ملی بانک‌های ایران و روسیه امضا شد. بر اساس این قرارداد ۷۰۰ بانک روسی می‌توانند با بانک‌های ایرانی تبادل پیام‌های مالی داشته باشند. علاوه بر این ۱۰۶ بانک غیر روسی از ۱۳ کشور دیگر هم به این سامانه پیام رسان متصل شده و می‌توانند با بانک‌های ایرانی تبادلات مالی داشته باشند.

#### اتصال شبکه پرداخت کارتی شتاب و میر
اتصال شبکه پرداخت کارتی شتاب و میر تاکنون در ۲ مرحله اجرایی شده است: در مرحله نخست این در آبان ماه سال ۱۴۰۳، شهروندان ایرانی توانستند با استفاده از برنامه های مربوطه از ایستگاه‌های خودپرداز در کشور روسیه وجه نقد به واحد پولی روبل دریافت کنند. در مرحله دوم در اردیبهشت‌ماه ۱۴۰۴، شهروندان کشور روسیه می توانند با استفاده از اپلیکیشن میرپی در پایانه های فروشگاهی کشور ایران خرید انجام کنند.

### بازرگانی
روسیه در سال ۲۰۱۹ میلادی، موفق به صادرات نزدیک به ۴۲۶ میلیارد دلار به دیگر کشورهای جهان شده است و در همین سال چیزی نزدیک ۲۴۷ میلیارد دلار، کالا از دیگر کشورها وارد کرده است تا در این سال تراز تجاری منفی داشته باشد. در این سال چین، آلمان، بلاروس، آمریکا، ایتالیا، فرانسه، کره جنوبی، قزاقستان و… بیشترین مبادلات تجاری با این کشور را داشته‌اند که چین از ۲۴۷ میلیارد دلار واردات روسیه، بیشترین سهم را نصیب خود کرده است.
به‌طور کلی مبادلات بازرگانی ایران و روسیه درصد بسیار پایینی از مبادلات بازرگانی خارجی بزرگ‌ترین کشور جهان را تشکیل می‌دهد که با ایران از طریق دریای خزر مرز دریایی دارد و نسبت به روابط گسترده سیاسی-امنیتی دو کشور، رقمی ناچیز به‌شمار می‌رود. برای نمونه بر اساس آمار رسمی، ایران و روسیه در سال ۲۰۱۹ یک میلیارد و ۵۹۰ میلیون دلار مبادلات بازرگانی داشته‌اند که یک میلیارد و ۱۹۸ میلیون دلار آن را صادرات به ایران و ۳۹۲ میلیون دلار را واردات از ایران شامل می‌شود. شاید بتوان یکی از بهترین دوره‌های همکاری‌های اقتصادی ایران و روسیه را در سال‌های ۲۰۰۵ تا ۲۰۱۱ دانست، به نحوی که در سال ۲۰۱۰ این مبادلات به بیش از سه و نیم میلیارد دلار رسیده بود. در این آمارها به این نکته باید توجه کرد که همواره کفهٔ این مبادلات به سود روسیه سنگین بوده است و این از حجم مبادلات ایران و روسیه در سال‌های ۲۰۰۵ تا ۲۰۱۹ به وضوح مشخص است.
بررسی وضعیت مبادلات اقتصادی ایران و روسیه، بیانگر این است که در حال حاضر تقویت این روابط به صورت جدی از سوی طرفین پیگیری نشده است به نحوی که برای نمونه تنها صادرات دو کشور قزاقستان و ترکیه به روسیه در سال ۲۰۱۹ و به مبلغ ۵ حدود میلیارد دلار، ارزشی بیش از سه برابر کل مبادلات تجاری ایران و روسیه در این سال داشته است. این عدد در رابطه با آلمان به ۲۵ میلیارد دلار، آمریکا ۱۳، بلاروس ۱۲ و ایتالیا ۱۱ می‌رسد که خود بیانگر تفاوت فاحش مبادلات تجاری این کشورها با روسیه نسبت به ایران است.
سفیر جمهوری اسلامی ایران در روسیه در نوامبر ۲۰۲۴ اظهار داشته که ضمن اشاره به مزایای تجارت آزاد ایران با کشورهای اوراسیا، افزود: بیش از ۸۰ درصد از کالاهایی که بین ایران و روسیه مبادله می‌شود، مشمول لغو تعرفه می‌باشد.

### بندر سالیانکا و حضور ایران[۶۵]

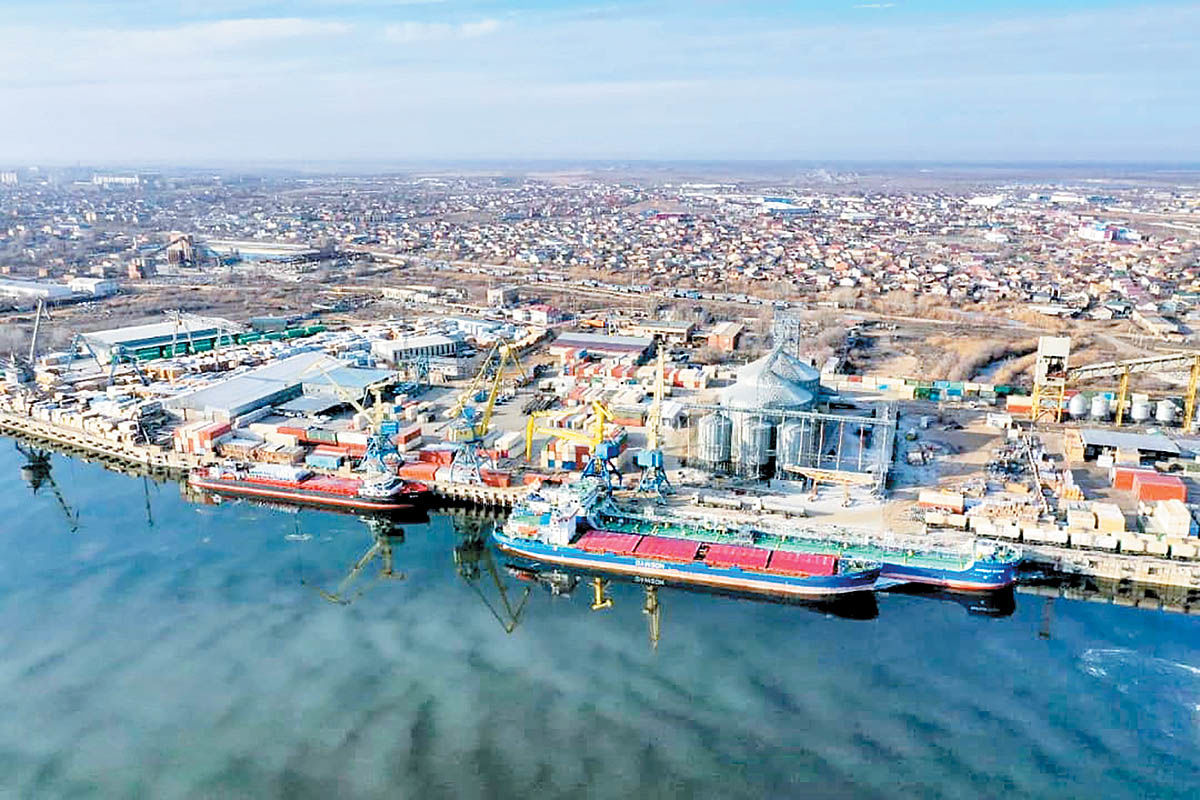
بندر سالیانکا

بندر سالیانکا (Salyanka Port) یکی از بنادر مهم واقع در منطقه آستاراخان روسیه، در شمال غربی دریای خزر و در دهانه رودخانه ولگا است. این بندر به دلیل موقعیت راهبردی خود، نقش کلیدی در تجارت دریایی میان روسیه و کشورهای حوزه دریای خزر ایفا می‌کند.

کریدور جدید ایران

در سال‌های اخیر، جمهوری اسلامی ایران با هدف تقویت مسیرهای ترانزیتی و توسعه کریدور بین‌المللی حمل‌ونقل شمال–جنوب (INSTC)، اقدام به سرمایه‌گذاری در این بندر نموده است. در همین راستا، گروه کشتیرانی جمهوری اسلامی ایران (IRISL) با سرمایه‌گذاری اولیه حدود ۱۰ میلیون دلار، عملیات بازسازی، تجهیز و توسعه بخشی از زیرساخت‌های بندر سالیانکا را بر عهده گرفت.

موقعیت مکانی بندر سالیانکا

اگرچه مالکیت حقوقی بندر سالیانکا همچنان در اختیار دولت روسیه است، اما ایران بر اساس توافقات دوجانبه، حق بهره‌برداری و مدیریت بخشی از این بندر را برای فعالیت‌های تجاری و لجستیکی خود در اختیار دارد. این اقدام بخشی از راهبرد ایران برای افزایش نفوذ اقتصادی در منطقه اوراسیا و تقویت مسیرهای صادرات و واردات غیرمستقیم به اروپا، قفقاز، و آسیای مرکزی محسوب می‌شود.

کریدور شمال جنوب(INSTC)

بندر سالیانکا همچنین به‌عنوان یکی از گلوگاه‌های مهم اتصال دریای خزر به شبکه ریلی و جاده‌ای روسیه شناخته می‌شود و نقش قابل توجهی در تسهیل حمل‌ونقل چندوجهی میان ایران، روسیه و دیگر کشورهای عضو کریدور شمال–جنوب ایفا می‌کند.

## صادرات خدمات فنی مهندسی
در آبان ماه ۱۴۰۱ به دنبال تحریم‌های روسیه و ممانعت از بازگرداندن توربین‌های شرکت زیمنس که به جهت تعمیرات در کانادا بود؛ قرارداد صادارت ۴۰ دستگاه توربین ساخت ایران به روسیه امضا شد. در اسفندماه ۱۳۹۵ نیز رئیس شرکت دولتی دفاعی روستک روسیه از تلاش برای انعقاد قراردادی با ایران برای تأمین تجهیزات توربین‌های گازی برای دو نیروگاه منطقه کریمه خبر داده بود.
روسیه تاکنون ۴ نیروگاه از جمله نیروگاه منتظرقائم اصفهان و نیروگاه رامین اهواز را در ایران احداث کرده است. احداث نیروگاه حرارتی ۱۴۰۰ مگاواتی سیریک نیز در دستور کار است.
در سال ۱۴۰۳، احداث خط ترانزیت گاز از شمال به جنوب از مسیر ایران توسط روسیه در دستور کار قرار گرفت.

### فرصت‌ها
روسیه چهاردهمین کشور پرجمعیت در سال ۲۰۱۹ با حدود جمعیت ۱۴۴میلیون نفر و دارای ۵ درصد خشکی جهان است. بیشترین کالاهای پرمصرف این کشور وارداتی بوده و این ویژگی خاص بازار روسیه محسوب می‌شود. در زیر ده گروه برتر واردات روسیه از سایر کشورها در سال ۲۰۱۹ آمده است.
۱. ماشین آلات از جمله رایانه: ۴۳٫۲ میلیارد دلار (۱۷٫۷٪ از کل واردات)
۲. ماشین‌آلات برقی و تجهیزات آن: ۲۹٫۸ میلیارد دلار (%۱۲٫۲)
۳. وسایل نقلیه: ۲۳٫۷ میلیارد دلار (۹٫۷٪)
۴. داروها: ۱۴٫۱ میلیارد دلار (۵٫۸٪)
۵. پلاستیک و مشتقات آن: ۹٫۸ میلیارد دلار (۴٪)
۶. دستگاه‌های نوری، فنی و پزشکی: ۷٫۳ میلیارد دلار (۳٪)
۷. مشتقات آهن و فولاد: ۶٫۵ میلیارد دلار (۲٫۷٪)
۸. میوه و آجیل: ۵٫۱ میلیارد دلار (۲٫۱٪)
۹. آهن و فولاد خام: ۵ میلیارد دلار (۲٫۱٪)
۱۰. مواد شیمیایی آلی: ۴٫۴ میلیارد دلار (۱٫۸٪)
حال با توجه به موارد گفته شده، برخی از کالاها و خدمات زمینه بسیار مشترکی را برای افزایش مبادلات تجاری ایران و روسیه به وجود آورده‌اند که در زیر به آن‌ها می‌پردازیم:
۱. محصولات غذایی و کشاورزی
روسیه به علت آب و هوای سرد قادر به تولید بسیاری از مایحتاج اولیه زندگی مردم خود نیست و واردات زیادی در بخش مواد غذایی و کشاورزی انجام می‌دهد. از آن جا که ایران نیز با توجه به چهار فصل بودن و آب و هوای خوب و خاک حاصلخیز، کشاورزی مناسبی دارد، صادرات به روسیه هم برای تولیدکنندگان و کشاورزان و هم تاجران می‌تواند درآمد و سودآوری زیادی داشته باشد. در حال حاضر یکی از مهم‌ترین محصولات صادراتی ایران به روسیه محصولات غذایی و کشاورزی شامل محصولات لبنی، میوه‌های خوراکی، آجیل، پوست مرکبات، سبزیجات خردنی، سیفی‌جات و.. است که مزیب بالایی نیز برای ایران دارد. برای نمونه در سال ۲۰۱۷ صادرات بیش از ۱۸۲ میلیون دلار محصولات غذایی و کشاورزی، رتبه اول صادرات ایران به این کشور را به خود اختصاص داد است.
از سوی دیگر روسیه در حوزه غلات و دانه‌های روغنی، که یکی از نیازهای جدی ایران هست نیز ظرفیت بالایی دارد و درصد قابل توجهی از واردات ایران از این کشور را این محصولات تشکیل می‌دهد. همچنین روسیه در حوزه تکنولوژی، ادوات کشاورزی و بذر محصولات کشاورزی نیز می‌تواند نیازهای ایران را مرتفع سازد و به همکاری‌های تجاری خود با ایران عمق ببخشد.
۲. محصولات پزشکی، بهداشتی و آرایشی
یکی دیگر از بخش‌هایی که می‌تواند فرصت مناسبی را برای گسترش مبادلات تجاری ایران و روسیه ایجاد کند، ظرفیت موجود در محصولات بهداشتی، آرایشی و پزشکی است. مطابق آمار مطرح شده، تنها در بخش محصولات دارویی بازاری ۱۴ میلیارد دلاری در روسیه وجود دارد که در سال‌های اخیر قریب بر ۶٪ واردات روسیه را تشکیل می‌دهد. به این بازار محصولات بهداشتی و آرایشی را نیز می‌توان افزود. ایران نیز در این باره قابلیت بالایی دارد و در سال ۲۰۱۷ قریب بر ۱۹ میلیون دلار به این کشور صادرات محصولات دارویی داشته است. طبیعتاً ۱۹ میلیون دلار در برابر بازار ۱۴ میلیارد دلاری روسیه عدد بسیار کمی به حساب می‌آید و لذا در صورت برنامه‌ریزی این صنعت نیز می‌تواند به عنوان یک فرصت بسیار مناسب برای ایران جهت افزایش مبادلات تجاری با روسیه محسوب شود.
۳. محصولات شیمیایی، مواد معدنی و فلزات اساسی
در رابطه با محصولات شیمیایی، مواد معدنی و فلزات اساسی قابلیت بسیار مناسبی برای افزایش مبادلات تجاری ایران و روسیه وجود دارد. مقداری در حدود ۱۴ میلیارد دلار و قریب به ۴ درصد واردات روسیه را تنها پلاستیک و مشتقات آن و نزدیک به ۶٫۵ میلیارد دلار و حدود ۲٫۷ درصد واردات این کشور آهن و فولاد است. همچنین مواد شیمیایی آلی مبلغی حدود ۴٫۴ میلیارد دلار و نزدیک به ۱٫۸ درصد واردات روسیه را تشکیل می‌دهد. از سوی دیگر یکی از موارد صادراتی جدی ایران به روسیه مواد معدنی مانند مس (۱۷٫۶ میلیون دلار: ۲۰۱۷)، پلاستیک و مشتقات آن (۱۶٫۶۲ میلیون دلار:۲۰۱۷) و مواد شیمیایی آلی (۸٫۱۱ میلیون دلار: ۲۰۱۷) است و با توجه به ظرفیت‌های دو کشور این حوزه نیز یکی دیگر از موارد بسیار مستعد برای افزایش مبادلات تجاری ایران و روسیه است.
۴. محصولات غذایی حلال
اکنون از جمعیت ۱۴۵ میلون نفری روسیه، قریب به ۱۵ تا ۲۰ درصد آن را مسلمانان تشکیل می‌دهند که جامعه آماری بسیار مناسبی (قریب به ۲۵ میلیون نفر) را برای محصولات حلال تشکیل می‌دهند. از سوی دیگر ایران نیز به دلیل تولید محصولات حلال، می‌تواند با برند کردن ۱۵۰۰ نمونه غذای حلال، به سوی گسترش تبادلات تجاری خود با روسیه حرکت کند. این فرصت برای ایران وجود دارد که در این زمینه همکاری تنگاتنگی با «باشگاه بین‌المللی تجارت اسلامی» روسیه داشته باشد که رسالت اصلی خود را واردات گوشت حلال برای مرتفع کردن نیازهای مسلمان این کشور می‌داند.

### فرصت‌ها، تهدیدها و موانع تجاری
۱. حوزه بانکی
در حوزه بانکی و مالی چند مشکل عمده بر سر راه افزایش مبادلات ایران و روسیه وجود دارد. اولین مورد تأمین مالی پرهزینه برای صادرکنندگان ایرانی است، به نحوی که صادر کننده و تولیدکننده ایرانی، برای تأمین مالی در بهترین شرایط از نرخ‌های ۱۴، ۱۸ و ۲۲ درصد استفاده می‌کنند که حاشیه سود آن‌ها را محدود می‌کند؛ لذا بسیاری از صادرکنندگان و تولیدکنندگان ایرانی را در ابتدای کار از ایده مبادله تجاری با این کشور منصرف می‌کند. از سوی دیگر در ایران، نه تنها میزان و کیفیت بسته‌های تشویقی و حمایتی از تولیدکنندگان و صادرکنندگان کارآمد و راهگشا نیست، بلکه در مواردی همچون سودهای بالای تسهیلات بانکی، به عنوان مانعی جدی در مسیر فعالیت صادرکنندگان قرار می‌گیرد، چرا که تجارت خارجی با کشوری چون روسیه، نیاز به تأمین مالی بالایی دارد. از سوی دیگر به دلیل نوسانات ارزی در ایران، بانک‌ها کمتر متمایل به پرداخت تسهیلات بلندمدت به صادرکنندگان و تولیدکنندگان دارد و این نیز خود از قدرت مانور تولیدکنندگان و صادرکنندگان ایرانی می‌کاهد.
۲. حوزه گمرکی
یکی دیگر از مشکلات جدی بر سر راه افزایش مبادلات تجاری ایران و روسیه، از یک سو تعرفه‌ها و عوارض گمرکی بالای روسیه و از سوی دیگر نبود پروتکل مشترک بین گمرک ایران و روسیه است که کار را برای صادرکنندگان دو طرف و به ویژه ایران دشوار می‌کند. همچنین عدم تابعیت گمرک آستاراخان از قوانین بین‌المللی نیز یکی دیگر از محدودیت‌ها بر سر راه افزایش مبادلات تجاری ایران و روسیه است.
۳. ضعف‌های ساختاری اقتصاد ایران
یکی از سیاست‌های کلان پس از انقلاب اسلامی ۱۹۷۹ ایران، تأکید بر تولید داخلی و جایگزینی واردات بوده است و به همین دلیل اغلب بازار تولید داخلی مدنظر سیاست‌گذاری‌های کلان بوده است؛ بنابراین هیچ‌گاه مقدار تولید و کیفیت کالاها را بر اساس بازارهای صادراتی طراحی نشده است و در برخی از موارد حتی صادرات محصولات غذایی محدودیت‌های جدی برای مصرف‌کنندگان داخلی ایران ایجاد می‌کند. همچنین کمبود حمایت‌های دولتی از صادرات بخش خصوصی ایران، نبود استراتژی و برنامه‌ریزی صادراتی، ضعف بخش خصوصی و دولتی بودن بخش جدی اقتصاد ایران از جمله موارد دیگری در رابطه با معضلات افزایش مبادلات تجاری ایران و روسیه است.
۴. موانع فرهنگی و زمینه‌ای
یکی دیگر از چالش‌های پیش روی گسترش مناسبات اقتصادی ایران و روسیه، نبود مناسبات بین مردم دو کشور است. لازمهٔ گسترش مناسبات دو یا چند ملت، افزایش ارتباطات مردمی اعم از مردم عادی و تجار و کسب شناخت متقابل از ظرفیت‌های دوجانبه است. این معظل خود نتیجه شکل نگرفتن صحیح صنعت گردشگری بین دو کشور است که برای مرتفع ساختن آن، اراده‌ای جدی از سوی دو کشور نیاز است. لازم است ذکر شود که صنعت گردشگری نیز ظرفیتی مغفول مانده در رابطه با دو کشور است که می‌تواند مورد بهره‌برداری دوجانبه قرار گیرد.
۵. مشکلات زیرساخت‌های ارتباطی دو کشور
قطعاً بدون توسعه حمل و نقل ایران و روسیه، نمی‌توان از توسعه مبادلات اقتصادی این دو کشور سخن گفت. این توسعه هم باید در مرز زمینی و هم دریای خزر صورت پذیرد و یک ارتباط مؤثر بین شرکت‌های حمل و نقل دو کشور ایجاد شود؛ لذا در صورتی که روسیه بتواند پنجره ورود ایران به بازار اوراسیا و کشورهای حوزه CIS شود، این می‌تواند خود در افزایش مبادلات تجاری دو کشور نقشی جدی ایفا کند. لازم است ذکر شود که در حال حاضر بیشترین مشکلات ایران مربوط به حمل و نقل زمینی و ریلی است و حمل و نقل ریلی کشور متناسب با نیازهای کشور توسعه نیافته است. از سوی دیگر وسایط حمل و نقبل جاده ای از قبیل کامیون‌ها دچار فرسودگی شده‌اند و بنادر و اسکله‌ها نیز رشد شایانی نداشته‌اند. در حال حاضر دو خط آهن سرخس-تجن و خط آهن گرگان-اینچه برون توان ارسال کالا به مقصد روسیه از طریق ترکمنستان و قزاقستان را دارد. احداث راه‌آهن رشت-آستارا (ایران)-آستارا (جمهوری آذربایجان)، مهم‌ترین پروژه حمل و نقل ریلی میان ایران و روسیه است که می‌تواند مناسبات این دو کشور را به‌طور چشم‌گیری افزایش دهد و تکمیل کننده کریدور شمال به جنوب است.
خط قطار ترانزیتی از مبدأ روسیه و از مسیر کریدور ریلی ایران به مقصد هندوستان راه اندازی شد. کالاها و محصولات روسی به صورت تمام ریلی از شمال شرق روسیه وارد مرز سرخس شده و از مرز سرخس تا بندرعباس که طول مسیر حدود ۱۶۰۰ کیلومتر است ظرف مدت کمتر از ۳ روز طی شده و سپس با کشتی به کشور هند حمل می‌شود. این مسیر تقریباً یک سوم مسیر قبلی است که از مسیر دریای سیاه از روسیه به هند طی می‌شد.
۶. ضعف در بازاریابی
یکی دیگر از چالش‌ها و تهدیدهای پیش روی گسترش مبادلات تجاری ایران و روسیه، ضعف هر دو طرف در کسب شناخت از ظرفیت‌ها، نیازمندی‌ها، ذائقه و استانداردهای طرف مقابل در حوزه کالا و خدمات است که در دسترس نبودن اطلاعات جامع کاربردی برای تولیدکنندگان و صادرکنندگان هر دو کشور، مانعی جدی برای افزایش مراودات اقتصادی است. ضعف نهادهای مسئول در شناسایی این ظرفیت‌ها نیز بر این بی‌اطلاعی افزوده است به نحوی مثلاً از سمت ایران تنها یک رایزن بازرگانی فعال است، در حالی که کشوری چون ترکیه نفرات بسیاری برای انجام این مهم فعال هستند و حتی رایزنی بازرگانی این کشور در روسیه، با تجار خویش جلسات هفتگی برگزار می‌کند و جدیدترین اطلاعات تجاری را در اختیار آن‌ها قرار می‌دهد. همچنین غفلت از ظرفیت‌هایی چون نمایشگاه‌های کالا و خدمات و ایجاد فروشگاه‌های زنجیره‌ای در کشور مقصد، می‌تواند همکاری‌های این دو کشور را تسهیل کند و دسترسی به بازار دوجانبه را افزایش دهد. به ویژه در محیط رقابتی روسیه، این کار می‌تواند برای تجار و تولیدکنندگان ایرانی بسیار راهگشا باشد.

## بستگی‌های نظامی
روسیه از پیشگامان جهان در بخش ساخت و صادرات جنگ‌افزار است. ایران و روسیه نیز گرایش به گسترش همکاری اقتصادی‌شان به ویژه در بخش جنگ‌افزار را داشته‌اند.
ایران در سال ۲۰۰۷ م، سامانهٔ دفاعی موشکی با توانایی محدود، تور ام ۱ را با اختصاص بودجه‌ای حدود یک میلیارد دلار، از روسیه خرید و پس از این، می‌خواست برای خریداری سیستمی پیشرفته‌تر، با نام اس ۳۰۰، از بلاروس اقدام کند که این موضوع، با توجه به مداخلهٔ روسیه، منتفی گردید. یک سال پس از این، ایران به خود روسیه درخواستی مشابه داد اما روسیه آن را رد کرد. خرید موشک اس-۳۰۰ توسط ایران یکی از بخش‌های قابل توجه در بستگی‌های نظامی ایران و روسیه است. با وجود قرارداد فروش سامانه‌های موشکی اس-۳۰۰ میان تهران و مسکو، روس‌ها از تحویل آن‌ها به ایران، امتناع داشته‌اند و همین، اعتراض‌های فراوانی را در نشستگاه‌های سیاسی و رسانه‌ای این کشور، ایجاد کرد. مشکلات وابسته، پیش رفت و دیدگاهی در این میان، می‌گفت که رئیس‌جمهور روسیه می‌خواهد از این موضوع، به‌عنوان ابزاری در جهت چانه‌زنی در برابر ایالات متحده بهره‌گیری کند.

## بستگی‌های هسته‌ای
ساخت نیروگاه اتمی بوشهر در سال ۱۳۵۴ و با همکاری یک شرکت آلمانی با نام زیمنس شروع گردید و واحد نخستین آن نیز تا هنگام پایان‌یافتن کارش در سال ۱۳۵۷، نزدیک ۷۵٪ پیشرفت داشت. پس از انقلاب ۱۳۵۷، با روسیه برای تکمیل پروژه، همکاری شد؛ همکاری‌ای که با بدعهدی از سوی روس‌ها همراه شد. کامل‌کردن سازه‌های بوشهر، با قراردادی که مبلغ اولیه‌اش نزدیک یک میلیارد و ۲۰۰ میلیون دلار بود، از سال ۱۳۷۴ به روسیه سپرده شد. تأخیر بزرگ در تحویل‌دادن این نیروگاه، که بیشتر از یک دهه به طول انجامید، گزندهای مستقیم و غیرمستقیم بسیاری را به ایران زد. در ۲۰۱۶، با وجود آن که معاون اول رئیس‌جمهور ایران میزان هزینهٔ ساخت دو واحد تازهٔ نیروگاه اتمی بوشهر را هشت‌ونیم میلیارد دلار دانسته بود، دیگر منابع روسیه، این هزینه را ده میلیارد دلار اعلام کردند و اعلام شد که کامل شدن این سازه‌ها، ده سال دیگر، طول خواهد کشید.
ویاچسلاو دانیلنکو دانشمند روسیه‌ای، متهم به همکاری با جمهوری اسلامی در یاری برای ساخت جنگ‌افزار هسته‌ای شده و چنین چیزی را رد کرده است.

## در نگاه مردم
در تظاهرات‌های خیابانی ایرانیان، شعارهای ضد روسی نیز وجود داشته است. از دید آلکسی موخین، مدیر مرکز مطالعات سیاسی در مسکو، این سری اعتراض‌ها، در سیاست روسیه، بدون نقش هستند. وی همچنین چرایی این را، این‌گونه می‌گوید: «گروه‌های مختلف اجتماعی ایران در مورد روسیه نگرش مشترکی ندارند؛ وی همچنین گفت که «بخشی از روشنفکران روس، نگاهی (منفی) مانند کشورهای غربی به ایران دارند و آن را به عنوان کشوری دشمن برای روسیه می‌شمارند. اگرچه بخش بزرگ نخبگان روس، نگرش مثبتی دربارهٔ ایران دارند».
همچنین ایرانیان پس از جنگ اوکراین نگاه نگران‌کننده‌ایی به روسیه داشته‌اند، و در این جنگ برخلاف حکومت ایران ابراز دفاع از اوکراین داشته‌اند ایران جنگ اوکراین را (عملیات ویژه) نامید و با نادیده گرفتن تجاوز روسیه به اوکراین همچنان علیه کشورهایی غربی حرف می‌زد، که این باعث شد واکنش ایرانیان را در پی داشته باشد.

## جنگ روسیه و اوکراین
در جریان حمله روسیه به اوکراین، جمهوری اسلامی اعتراف کرد روسیه از پهبادهای ساخته و ارسال شده از ایران استفاده می‌کرد، سید علی خامنه‌ای اعلام بی‌طرفی کرد و در قطعنامه ES-11/3 مجمع عمومی سازمان ملل متحد که با موضوع تعلیق عضویت روسیه در شورای حقوق بشر، به علت کشتار شهر بوچا مطرح شد، ایران جزو ۲۴ کشوری بود که رای مخالف دادند اما این قطعنامه با ۹۳ رای موافق پذیرفته شد.